# Saison 2015-2016 de l'Olympique de Marseille
Maillots
Chronologie
Saison précédente Saison suivante
La saison 2015-2016 de l'Olympique de Marseille est la soixante-sixième saison du club provençal en première division du Championnat de France, la vingtième consécutive au sein de l'élite du football français.

## Objectif du club
Président du club marseillais depuis la saison 2011-2012, Vincent Labrune a pour objectif en août 2015 « de terminer dans les cinq premiers du championnat », objectif confirmé en février 2016. Concernant les joueurs, le capitaine Steve Mandanda évoque le podium et le défenseur Karim Rekik pense que l'OM doit pouvoir jouer le titre de champion. Si cet objectif de haut du classement est établi avant-saison en août 2015, il évolue à la baisse par la suite. Steve Mandanda continue à viser les trois premières places en janvier 2016, le club phocéen étant huitième, puis il pense en mars 2016 que le podium n'est plus un objectif réaliste quand l'OM est treizième à dix matchs de la fin du championnat. Son coéquipier Alaixys Romao et son entraîneur Míchel ont la même opinion, déclarant respectivement vouloir « être dans les 5-6 premiers » et que le podium « est notre rêve, pas notre objectif ». À partir du mois d'avril 2016, l'objectif de se maintenir en Ligue 1 est évoqué par les milieux de terrain Abou Diaby et Bouna Sarr.

## Préparation d'avant-saison

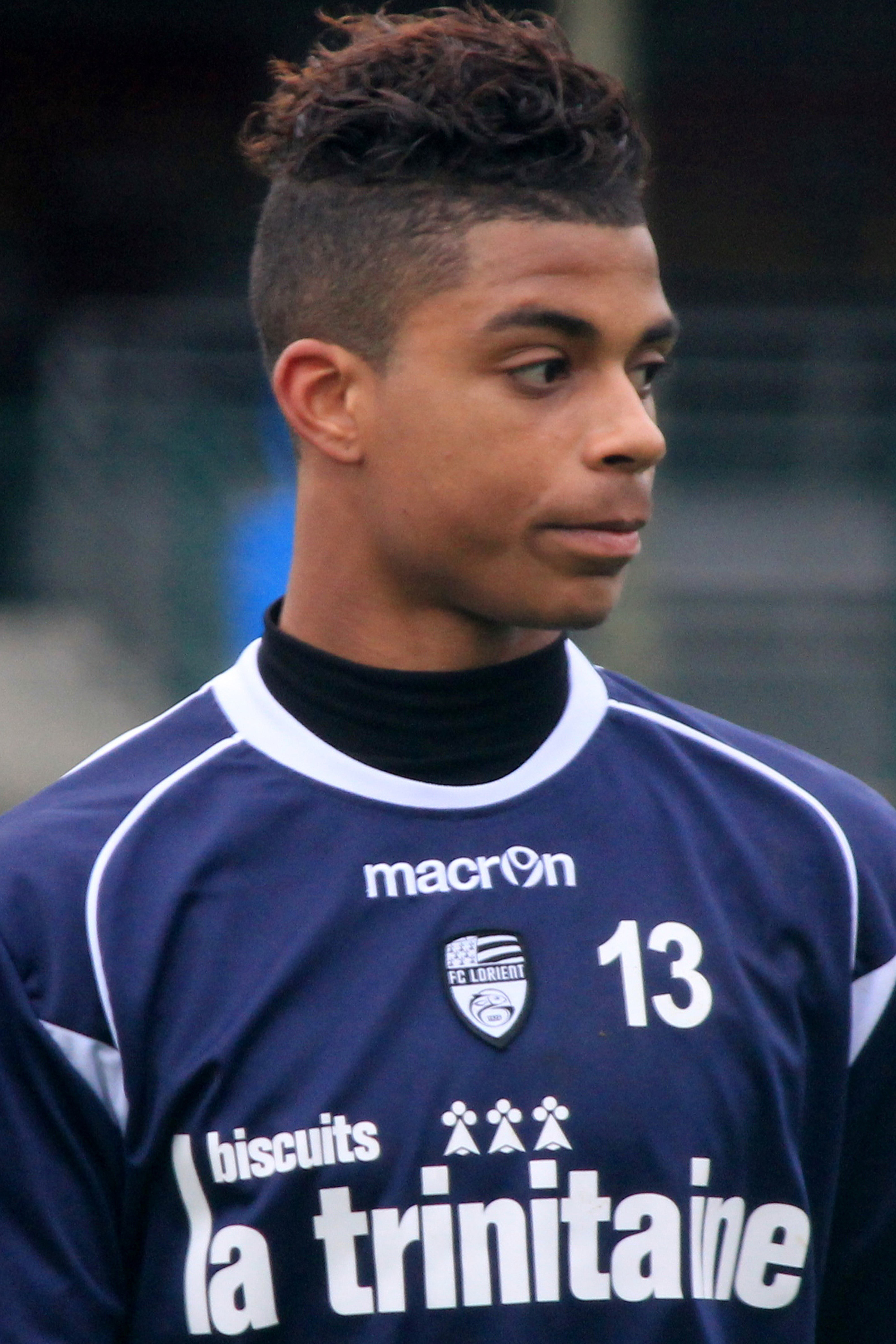
Mario Lemina marque un but lors de la rencontre amicale contre le club turc d'Antalyaspor.

Après la période de vacances, l'OM est le premier club de Ligue 1 à reprendre l'entraînement. La reprise a lieu le 22 juin 2015 et jusqu'au 6 juillet, date de retour de l’entraîneur Marcelo Bielsa et des internationaux, les entraînements sont sous la responsabilité du staff technique. Un stage près de Figueras en Espagne se déroule du 25 juin au 1er juillet. Le groupe olympien retenu pour le stage en Espagne est le suivant :
- Gardiens : Fabri, Pelé
- Défenseurs : Aloé, Andonian, Dja Djédjé, Dubois, Sané, Sparagna
- Milieux : Barrada, Imbula, Lemina, Romao
- Attaquants : Alessandrini, Batshuayi, Boutobba, Nkoudou, Thauvin

L'entraînement du 6 juillet 2015 est ouvert au public et il est l'occasion pour les supporters de voir évoluer les nouvelles recrues Georges-Kévin Nkoudou, Karim Rekik ou Yohann Pelé. L'Olympique de Marseille a cinq matchs amicaux programmés d'ici la reprise du Championnat de France. Le premier match se joue à Sousse en Tunisie le 18 juillet 2015 contre le club de l'Étoile sportive du Sahel. Suit une compétition amicale à Afyonkarahisar en Turquie, l'Afyon Cup, avec une rencontre contre Fenerbahçe (22 juillet) et Antalyaspor (25 juillet). L'équipe revient en France pour disputer ses deux derniers matchs, le 28 juillet à Cannes contre le club italien de Livourne puis la deuxième édition du Trophée Robert Louis-Dreyfus, le 1er août contre la Juventus de Turin.
L'équipe gagne 5-1 contre les Tunisiens de l'ES Sahel. Florian Thauvin permet de mener 1-0 à la mi-temps puis quatre buts sont inscrits en deuxième période par l'intermédiaire de Lucas Ocampos, Michy Batshuayi et Bilal Boutobba. Les Turcs de Fenerbahçe dominent la rencontre en menant 3-0 à l'heure de jeu puis Florian Thauvin réduit l'écart pour une défaite finale 3-1. Le second match de l'Afyon Cup se solde par une victoire 5-2 contre Antalyaspor, les buteurs sont Mario Lemina, Romain Alessandrini, Michy Batshuayi et Bouna Sarr. L’entraîneur Marcelo Bielsa aligne une équipe bis contre Livourne et les Italiens l'emportent deux buts à un, Bouna Sarr inscrivant le but marseillais. Le dernier match de préparation contre la Juventus de Turin se termine sur une victoire de prestige 2-0 au Stade Vélodrome, Romain Alessandrini et Abdelaziz Barrada étant les buteurs de la rencontre. L'Olympique de Marseille remporte son deuxième Trophée Robert Louis-Dreyfus après celui gagné en 2010 face aux Espagnols du Valence CF.

## Transferts

### Période estivale

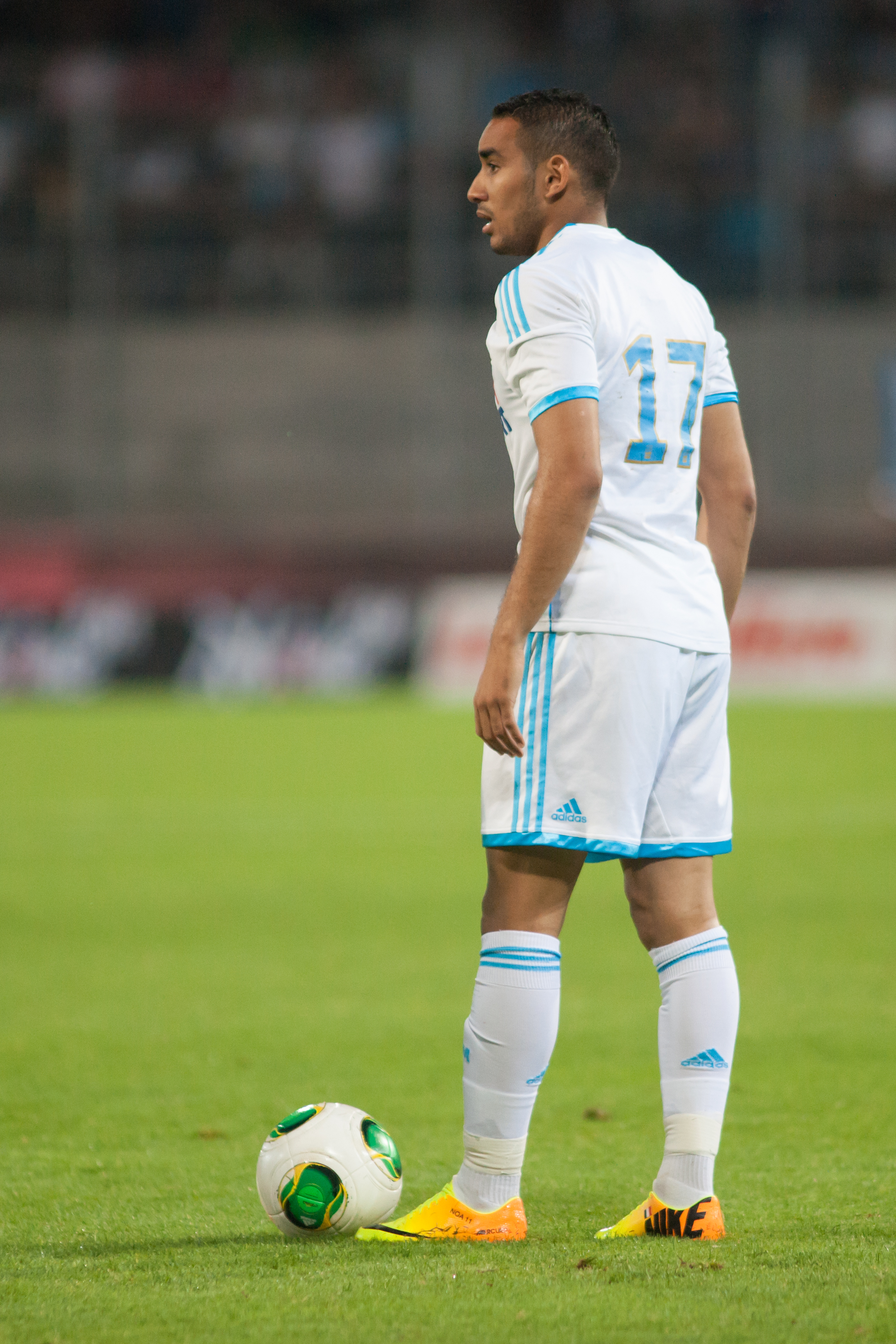
Dimitri Payet, meilleur passeur du précédent championnat, rejoint l'équipe anglaise de West Ham.

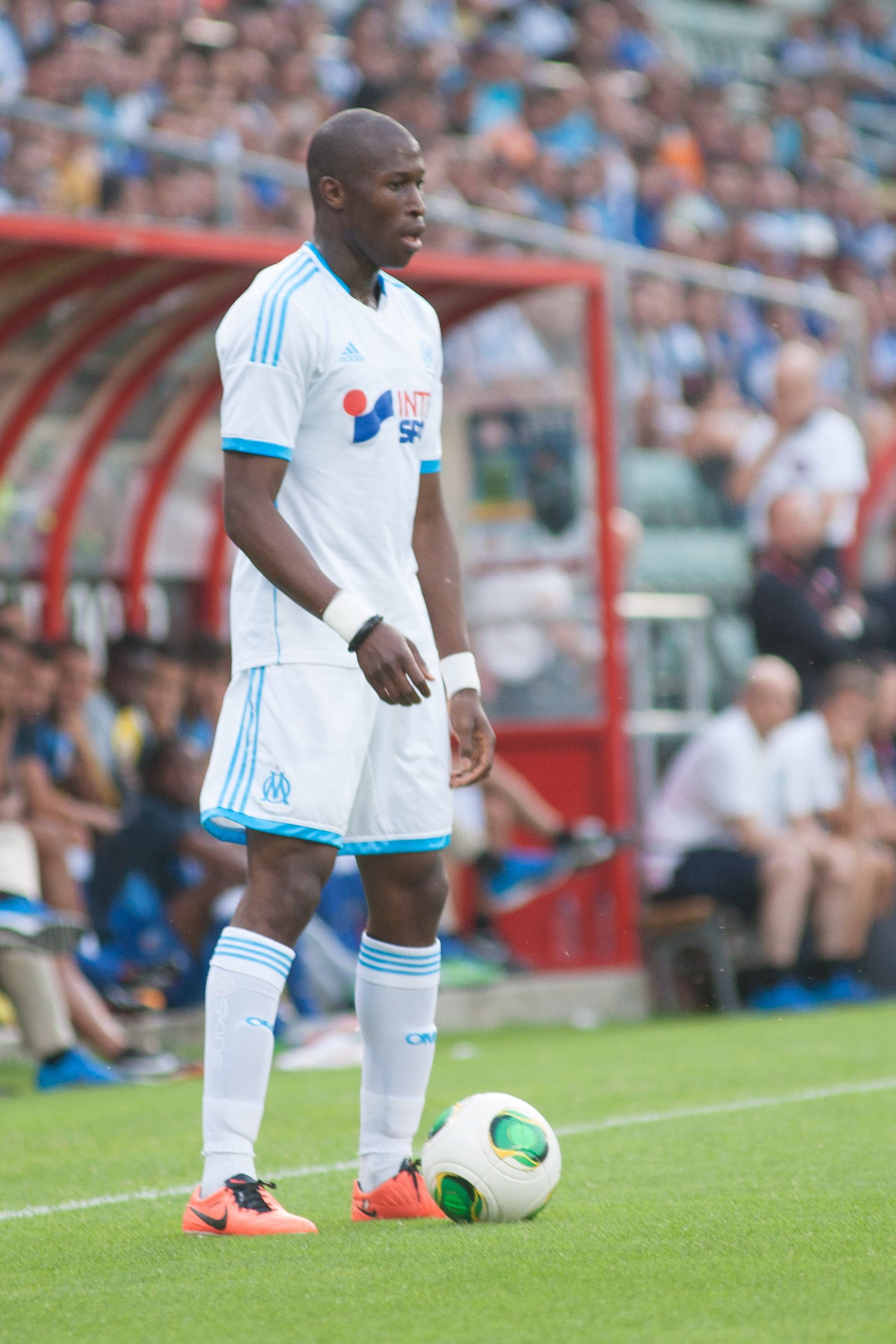
Rod Fanni, présent au club depuis la saison 2010-2011, quitte Marseille pour le Qatar.

À l'issue de la saison 2014-2015, quatre joueurs titulaires arrivent en fin de contrat : André Ayew, André-Pierre Gignac, Rod Fanni et Jérémy Morel. Si les départs des trois premiers cités sont considérés comme actés, l'hypothèse d'une prolongation de Jérémy Morel est envisagée. Aucun ne renouvelle son contrat et ils partent sans que l'OM ne puissent percevoir d'indemnités de transfert. Le 1er juin 2015, Jérémy Morel s'engage avec l'Olympique lyonnais. Le 10 juin, André Ayew signe dans le club gallois de Swansea City. Bien que situé au pays de Galles, le club dispute le Championnat d'Angleterre. Le 19 juin, André-Pierre Gignac quitte le continent européen pour le Mexique en signant un contrat avec les Tigres UANL.
En France, le marché des transferts dure du 9 juin 2015 au 31 août 2015 et le club olympien s'est engagé devant la Direction nationale du contrôle de gestion (DNCG) à avoir des comptes 2014-2015 à l'équilibre, soit au 30 juin 2015. Le mois de juin est donc consacré à la vente d'un ou plusieurs joueurs pour combler un déficit de 20 millions d'euros. Le 24 juin, Dimitri Payet signe dans le club londonien de West Ham contre 15 M€ puis le 1er juillet, Giannelli Imbula s'engage avec le FC Porto contre 20 M€. Avec les salaires économisés (15 M€) et les indemnités de transfert (35 M€), ces cinq départs font réaliser un gain de 50 M€ au club (Morel, Ayew, Gignac, Payet et Imbula).
Si l'actualité principale du mois de juin concerne les cadres de l'équipe, d'autres mouvements ont lieu. Le 9 juin 2015, Foued Kadir signe définitivement pour 0,6 M€ avec le Betis Séville alors qu'il y était en prêt la saison précédente. Le 18 juin, Georges-Kévin Nkoudou est la première recrue de l'OM. Il est en provenance du FC Nantes pour 1,5 M€. Deux jours plus tard, le gardien de but Yohann Pelé arrive libre de tout contrat après avoir résilié celui qui le liait au FC Sochaux.
Des départs et des arrivées ont lieu en juillet. Le 2 juillet 2015, soit le lendemain du départ de Giannelli Imbula au Portugal, le club provençal annonce les signatures de Lucas Ocampos et de Karim Rekik. Lucas Ocampos était en prêt de l'AS Monaco depuis janvier 2015 et son transfert définitif est estimé à 7 M€. Karim Rekik joue au PSV Eindhoven en 2014-2015 et il appartient à Manchester City. Il compte une sélection avec l'équipe des Pays-Bas et a coûté 5 M€. Le 7 juillet, l'OM dépense 2 M€ pour la venue du messin Bouna Sarr. Le lendemain, Saber Khalifa est prêté une deuxième saison consécutive au Club africain en Tunisie. Les 9 et 10 juillet, l'OM prête deux gardiens de but à des clubs de Ligue 2. Brice Samba rejoint l'AS Nancy-Lorraine et Julien Fabri va au Football Bourg-en-Bresse Péronnas 01. Le quatrième titulaire en fin de contrat, Rod Fanni, s'engage le 10 juillet avec le club qatarien d'Al-Arabi. Quatorze jours s'écoulent sans mouvement et le 24 juillet 2015, l'international Français Lassana Diarra signe à l'OM. Il est libre de tout contrat et il a notamment joué à Chelsea et au Real Madrid. Le 27 juillet, l'international Espagnol espoir Javier Manquillo est prêté par l'Atlético Madrid. La saison précédente, il était déjà en prêt et évoluait à Liverpool. Le 29 juillet, Abou Diaby s'engage avec le club provençal. Libre de tout contrat, il était dans le club londonien d'Arsenal depuis la saison 2005-2006. Le 31 juillet, le club enregistre un départ et une arrivée. Laurent Abergel, laissé libre, signe définitivement avec l'AC Ajaccio alors qu'il y était en prêt la saison précédente. André Zambo Anguissa signe son premier contrat professionnel. Il évoluait dans l'équipe réserve du Stade de Reims en 2014-2015.
Des départs et des arrivées ont également lieu en août. Le 4 août 2015, Modou Sougou, laissé libre, s'engage avec le club anglais de Sheffield Wednesday. Le 19 août, Florian Thauvin est transféré à Newcastle United contre 17 M€. À cette somme s'ajoute l'arrivée en prêt de l'international français Rémy Cabella, présent en Équipe de France lors de la Coupe du monde 2014. Le 27 août, le Brésilien Lucas Silva est prêté par le Real Madrid. Le lendemain, deux mouvements ont lieu. Baptiste Aloé est prêté au Valenciennes FC et le Norvégien Eirik Haugan signe au club en provenance du Molde FK. Le 30 août, le Néo-Zélandais Bill Tuiloma est prêté au RC Strasbourg. L'OM enregistre trois arrivées et deux départs lors du dernier jour du marché, le 31 août 2015. Le défenseur international Portugais Rolando rejoint l'OM en provenance du FC Porto contre 1,5 M€ et deux joueurs arrivent en prêt de la Juventus de Turin, l'international Chilien Mauricio Isla et l'Italien Paolo De Ceglie. Concernant les départs, Dória est prêté au club espagnol du Grenade CF et Mario Lemina s'engage à la Juventus de Turin sous forme de prêt payant de 1,5 M€.
Alef, Momar Bangoura et Alexander N'Doumbou, trois joueurs professionnels évoluant avec l'équipe réserve, sont en fin de contrat et quittent le club,. Un quatrième joueur professionnel de l'équipe B, Wesley Jobello, est quant à lui transféré au Clermont Foot 63 en Ligue 2.

### Période hivernale

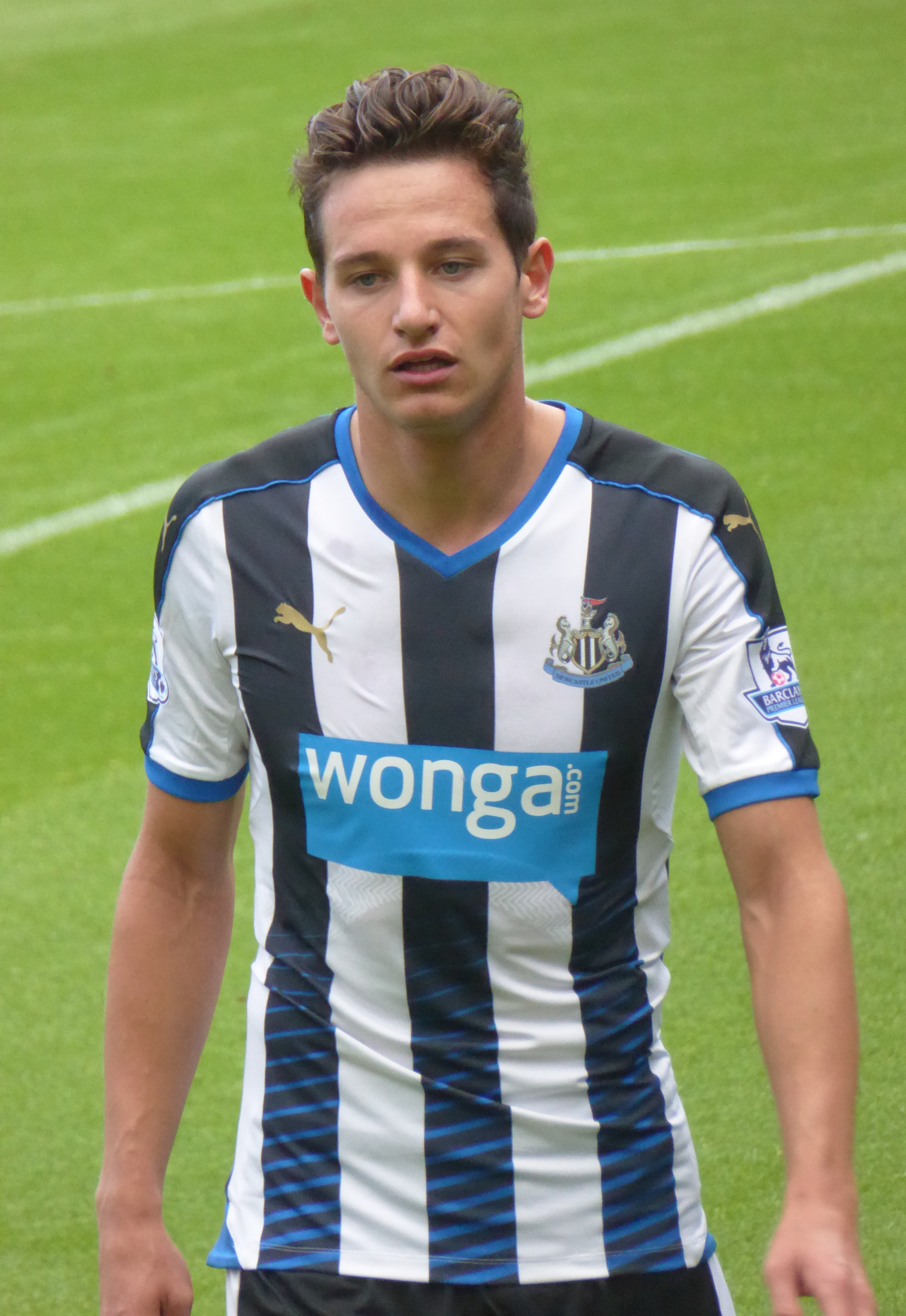
Florian Thauvin quitte l'OM en août 2015 puis y revient en janvier 2016.

Un second marché des transferts, dit « mercato hivernal », dure en France du 2 janvier 2016 au 1er février 2016.
L'un des sujets majeurs du mercato marseillais est l'avenir de Steve Mandanda et de Nicolas Nkoulou, cadres de l'équipe dont leur contrat expire au terme de la saison, en juin 2016. Des hypothèses de départ sont évoquées dans les médias mais le portier français et le défenseur camerounais restent finalement à l'OM, tout comme Lassana Diarra et Michy Batshuayi, respectivement sollicités par les Italiens de l'Inter de Milan et les Anglais de Stoke City. Lucas Silva et Paolo De Ceglie, joueurs prêtés qui n'ont pas convaincus la direction, sont susceptibles de départs vers le club belge d'Anderlecht et l'équipe espagnole de Getafe mais cela ne se concrétise pas.
Concernant les arrivées, Florian Thauvin et Steven Fletcher rejoignent le club provençal sous forme de prêt. Florian Thauvin, transféré à Newcastle United en août 2015, revient à l'OM le 31 janvier 2016. Ayant déjà disputé deux matchs de Ligue 1 avant son transfert en Angleterre, l'Olympique de Marseille est l'unique destination possible pour ce dernier puisque les règlements de la FIFA interdisent à un joueur d'évoluer dans plus de deux clubs lors d'une même saison. Le lendemain, dernier jour du marché des transferts, l'international écossais Steven Fletcher arrive en provenance du club anglais de Sunderland.

## Compétitions
L'Olympique de Marseille participe pour la soixante-sixième fois dans son histoire au championnat de France, qui en est à sa soixante-dix-huitième édition, et il s'agit de sa vingtième participation consécutive depuis sa remontée en Division 1 1996-1997. L'OM a gagné neuf fois le championnat soit un trophée de moins que l'AS Saint-Étienne et un de plus que le FC Nantes. À l'aube de la saison et toutes éditions confondues, les soixante-six championnats disputés par le club le place à égalité avec le FC Sochaux en tant que recordman de participation. L'OM cumule 1 029 victoires pour 3 740 buts marqués en championnat de France, soit la meilleure performance dans ces deux domaines.
Le club marseillais participe à l'ensemble des éditions de la Coupe de France et de la Coupe de la Ligue depuis la création de ces deux compétitions, respectivement en 1917-1918 et en 1994-1995. L'OM s'engage ainsi dans sa quatre-vingt-dix-neuvième Coupe de France, gagnée dix fois, et sa vingt-deuxième Coupe de la Ligue, remportée trois fois,.
En participant à la Ligue Europa, le club olympien joue cette compétition pour la quinzième fois et il affiche comme meilleure performance, deux finales atteintes en 1998-1999 et en 2003-2004, époque où l'épreuve s'appelle Coupe UEFA. Marseille dispute la vingt-huitième saison européenne de son histoire et jusqu'alors, l'OM a participé quatorze fois à la Ligue des champions, trois fois à la Coupe des coupes, quatorze fois à la Ligue Europa et deux fois à la Coupe Intertoto. La précédente participation européenne du club est celle en Ligue des champions 2013-2014.
| Compétition       | Débute au tour            | Place ou tour final | Première rencontre | Dernière rencontre | Nombre de matchs |
| ----------------- | ------------------------- | ------------------- | ------------------ | ------------------ | ---------------- |
| Ligue 1           | -                         | Treizième           | 8 août 2015        | 14 mai 2016        | 38               |
| Ligue Europa      | Phase de groupe           | Seizième de finale  | 17 septembre 2015  | 25 février 2016    | 8                |
| Coupe de la Ligue | Huitième de finale        | Quart de finale     | 16 décembre 2015   | 13 janvier 2016    | 2                |
| Coupe de France   | Trente-deuxième de finale | Finale              | 3 janvier 2016     | 21 mai 2016        | 6                |

### Championnat
La Ligue 1 2015-2016 est la soixante-dix-huitième édition du championnat de France de football et la quatorzième sous l'appellation « Ligue 1 ». L'épreuve est disputée par vingt clubs réunis dans
un seul groupe et se déroulant par matches aller et retour, soit une série de trente-huit rencontres. Les meilleurs de ce championnat se qualifient pour les coupes d'Europe, les trois premiers en Ligue des champions et le quatrième en Ligue Europa. À l'inverse, les trois derniers de la compétition sont rétrogradés à l'échelon inférieur en Ligue 2.
Aux dix-sept clubs maintenus en Ligue 1 la saison précédente s'ajoutent Troyes, champion de Ligue 2 2014-2015, le Gazélec Ajaccio, qui dispute sa première saison dans l'élite, et Angers, dont la dernière participation au championnat de France date de 1993-1994. Ces derniers remplacent Évian Thonon Gaillard, Metz et Lens, relégués en Ligue 2 2015-2016.
Le Paris Saint-Germain, triple champion en titre, est vu comme le favori à sa succession tandis que l'AS Monaco, l'Olympique lyonnais, l'Olympique de Marseille et l'AS Saint-Étienne sont pressentis pour compléter le top 5,.

#### Phase aller - Journées 1 à 19
L'Olympique de Marseille débute officiellement sa saison le 8 août 2015 par la réception du Stade Malherbe de Caen. L'attaquant normand Andy Delort marque le seul but du match. Le club phocéen perd une rencontre qu'il domine, symbolisés par deux tirs sur les poteaux et un arrêt sur la ligne de but du défenseur caennais Dennis Appiah. L'après match est marqué par la démission de l'entraîneur argentin Marcelo Bielsa.
La rencontre suivante se solde sur une défaite 1-0 face au Stade de Reims, club contre lequel l'OM s'était imposé 0-5 la saison précédente. Les Rémois maîtrisent l'ensemble d'une rencontre où Hamari Traoré est l'unique buteur et où l'équipe provençale, entraînée par Franck Passi, concède un second revers et occupe la dix-huitième place au classement.
Au stade Vélodrome, l'Olympique de Marseille remporte son match 6-0 face à l'ES Troyes. L'équipe nouvellement dirigée par le technicien espagnol Míchel mène 1-0 à la mi-temps puis inscrit cinq réalisations en seconde période, les six buts étant inscrits par Abdelaziz Barrada, Lassana Diarra, Michy Batshuayi, Lucas Ocampos et Romain Alessandrini. Cette rencontre signe également les débuts de Lassana Diarra, Rémy Cabella ou Javier Manquillo sous les couleurs olympiennes.
Pour le compte de la quatrième journée, les Phocéens se déplacent au Stade de Roudourou, terrain de l'En Avant de Guingamp, dernier et avec aucun but marqué. Les Olympiens réalisent une rencontre brouillonne et bien que le portier marseillais Steve Mandanda arrête un penalty, les Bretons gagnent par 2-0 sur des buts de Sloan Privat et Nicolas Benezet. Avec trois défaites en quatre oppositions, l'Olympique de Marseille effectue son pire début d'exercice depuis la saison 2005-2006.
La journée suivante, Marseille reçoit le Sporting Club de Bastia dans une rencontre maîtrisée et gagnée 4-1. Symbole du mauvais match à Guingamp, Romain Alessandrini inscrit deux buts, dont un vingt-deux secondes après le début de la deuxième mi-temps, et les autres marqueurs sont Benjamin Mendy et Michy Batshuayi. Les Corses, sans victoire au stade Vélodrome depuis 1971-1972, réduisent l'écart par le Brésilien et ancien Olympien, Brandão.

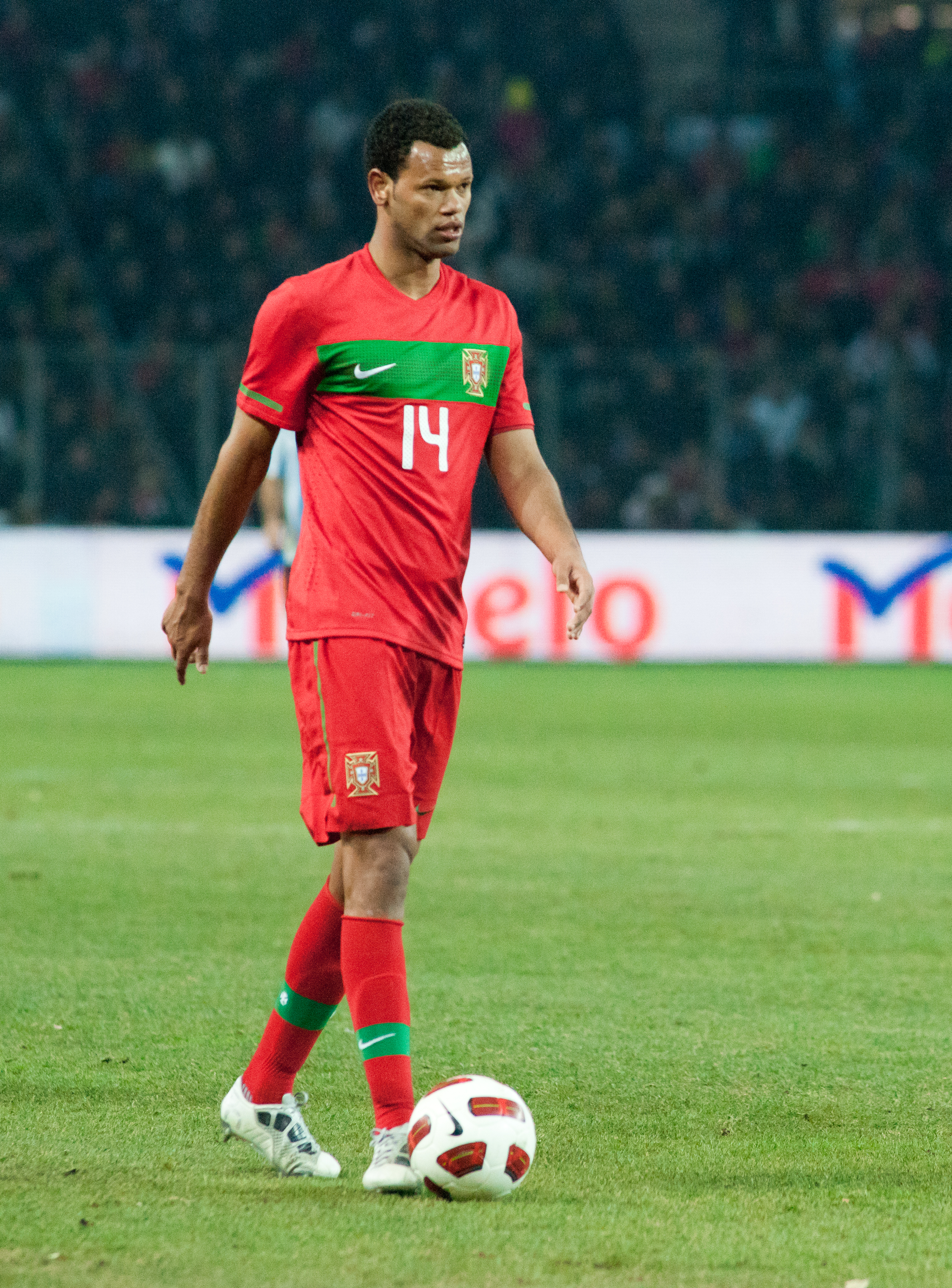
Le défenseur Rolando joue son premier match en championnat de France contre Angers.

Trois jours après le début de sa campagne européenne contre le FC Groningue et pour le premier Olympico de la saison, l'OM accueille l'Olympique lyonnais avec deux ex Marseillais dans ses rangs, Jérémy Morel et Mathieu Valbuena. Le Lyonnais Alexandre Lacazette marque sur penalty à la vingt-cinquième minute puis Romain Alessandrini écope d'un carton rouge à une minute du terme de la première période. Réduits à dix, les Provençaux égalisent à la soixante-huitième minute par l'intermédiaire de Karim Rekik. Outre le résultat sportif d'un but partout, l'attention est principalement portée sur les tribunes où les supporters olympiens ont promis un retour hostile pour trahison à Mathieu Valbuena, joueur durant huit saisons et considéré comme emblématique de l'OM après son départ en août 2014. L'ambiance houleuse se traduit notamment par des jets de projectiles sur le terrain et l'arrêt du match pendant vingt minutes. Ces agissements valent une fermeture du virage Nord du stade Vélodrome pour un match et celui du virage Sud pour deux rencontres.
Contre le Toulouse Football Club, l'Olympique de Marseille obtient un match nul 1-1 à l'extérieur. Si la première mi-temps est morne, la seconde période connait un scénario rocambolesque avec l'ouverture du score de Martin Braithwaite, suivie de deux expulsions toulousaines et d'un carton rouge pour Benjamin Mendy une minute après son entrée en jeu. Jouant à neuf contre dix, Toulouse concède l'égalisation à la quatre-vingt-dixième minute à la suite d'un but de Michy Batshuayi.
La partie suivante se solde sur une défaite 1-2 face au SCO d'Angers, dans un stade Vélodrome aux deux virages fermés et à la faible affluence de 22 500 spectateurs. Les Provençaux fournissent une prestation « sans intensité, sans aucune idée dans le jeu », et, menés 0-2 après des buts de Thomas Mangani et Romain Thomas, ils réduisent l'écart sur penalty par le Belge Michy Batshuayi. Quinzièmes au classement, nombre d'observateurs du football prédisent une déroute face au Paris Saint-Germain lors de la journée suivante,.
Contrairement aux analyses d'avant-match, les Marseillais réalisent une prestation convenable et ils parviennent à tenir la dragée haute aux Parisiens durant l'ensemble du Classique, nom donné aux rencontres entre l'Olympique de Marseille et le Paris Saint-Germain. Les trois buts du match interviennent en première mi-temps, les Phocéens ouvrant le score par l'intermédiaire de Michy Batshuayi sur une passe décisive d'Abdelaziz Barrada et les joueurs d'Île-de-France prenant l'avantage à la suite de deux penalties transformés par le Suédois Zlatan Ibrahimović. Les deux équipes se procurent des actions franches en seconde période, dont un penalty d'Abdelaziz Barrada arrêté par le gardien parisien Kevin Trapp, mais le score reste inchangé et les Franciliens s'imposent 2-1 au Parc des Princes.

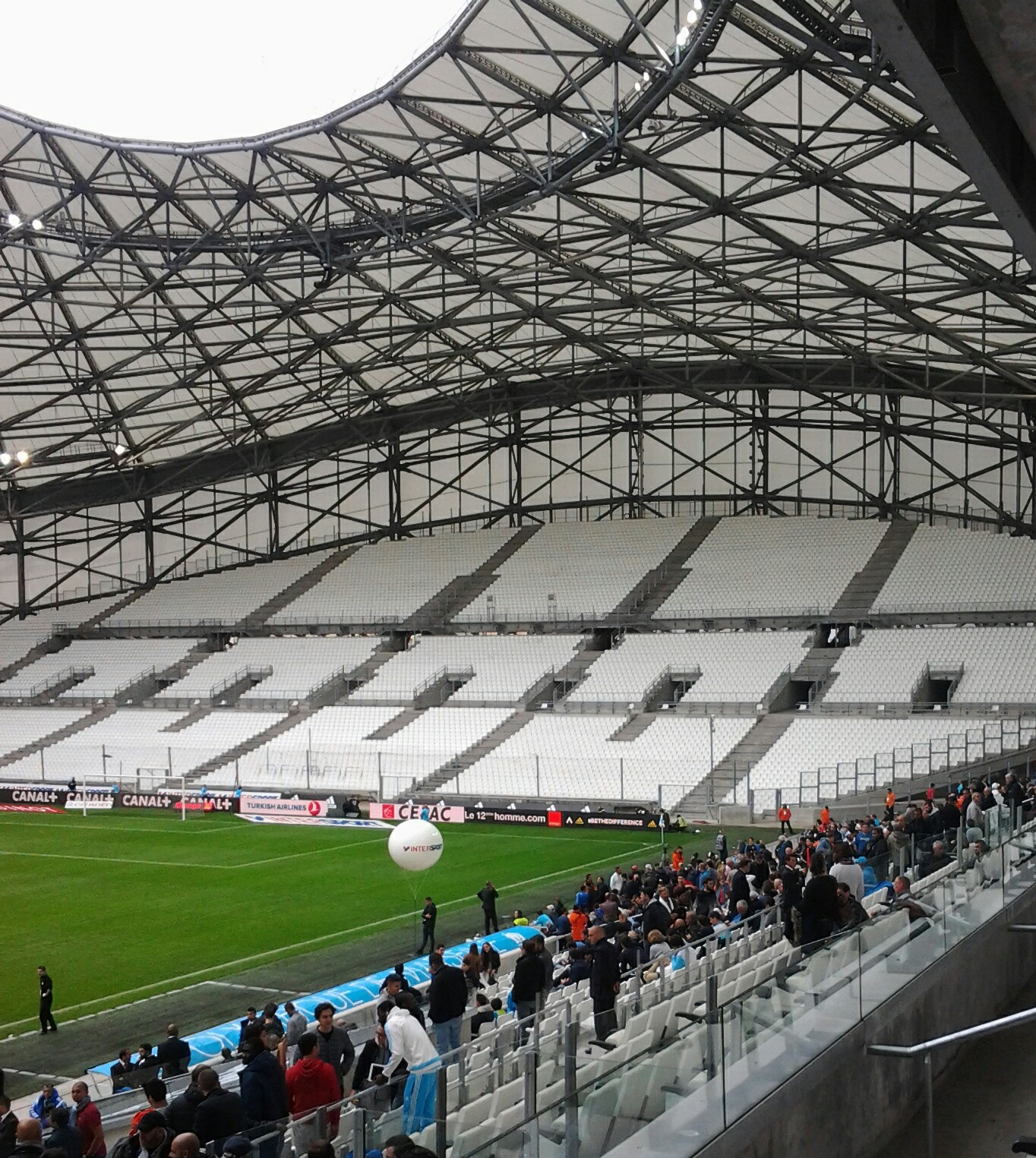
Le virage Sud du stade Vélodrome est fermé lors de Marseille - Lorient à la suite des incidents durant lOlympico.

L'OM reçoit le FC Lorient pour le compte de la dixième journée et les Marseillais, bien que dominant le match, montrent encore des signes de maladresse dans leur jeu, à l'inverse du contenu satisfaisant affiché contre les Parisiens. Michy Batshuayi marque le premier but puis le Lorientais Benjamin Moukandjo égalise, le score final restant à 1-1. Les Olympiens, dont l'ambition est d'être dans le top 5, sont seizièmes au classement avec un bilan de neuf points en dix matchs.
Le club provençal, sur une série de sept matchs sans victoire toutes compétitions confondues, se déplace au stade Pierre-Mauroy pour affronter le LOSC Lille. Les Marseillais, à défaut de présenter un jeu léché, font preuve de réalisme en convertissant deux actions par Michy Batshuayi et Romain Alessandrini, tandis que les Lillois, pire attaque du championnat avec cinq buts en dix matchs, réduisent l'écart à 1-2 par l'intermédiaire de Sébastien Corchia.
Les joueurs phocéens disputent une seconde rencontre consécutive à l'extérieur sur le terrain du stade de la Beaujoire, antre du Football Club de Nantes. L'OM s'impose 0-1 dans un match terne et cadenassé grâce à Georges-Kévin Nkoudou, joueur nantais la saison précédente et auteur de son premier but en Ligue 1 sous les couleurs marseillaises. Cette deuxième victoire de rang est vue comme une « bonne affaire » et les Olympiens, douzièmes, ont gagné quatre places au classement en deux matchs, s'offrant de la sérénité après un début de saison compliqué.
L'Olympique de Marseille reçoit l'OGC Nice la journée suivante pour le derby du Sud-Est. Privés des titulaires Romain Alessandrini, Rémy Cabella, Lassana Diarra ou Nicolas Nkoulou, les Olympiens perdent un match qui les a vus réaliser un seul tir cadré par l'intermédiaire de Michy Batshuayi tandis que les Niçois, sans victoire depuis trois rencontres, marquent grâce à Valère Germain, natif de Marseille et fils de l'ancien Phocéen Bruno Germain,.
La première opposition entre l'AS Saint-Étienne et l'Olympique de Marseille, les deux clubs les plus titrés du championnat de France, se tient au stade Geoffroy-Guichard et les Phocéens s'imposent 0-2 avec des buts de Michy Batshuayi à la quarante-et-unième minute et de Georges-Kévin Nkoudou à la cinquante-et-unième minute.
La réception de l'AS Monaco, comptant pour la quinzième journée, se solde par un score de 3-3 dans un match haletant aux multiples occasions nettes. Romain Alessandrini marque le premier but puis les Monégasques mènent 1-2 à la mi-temps grâce à un doublé du défenseur Almamy Touré. Trois autres buts sont inscrits en seconde période, Michy Batshuayi égalisant, Fábio Coentrão marquant le troisième but de l'AS Monaco et Georges-Kévin Nkoudou égalisant à nouveau pour l'Olympique de Marseille.

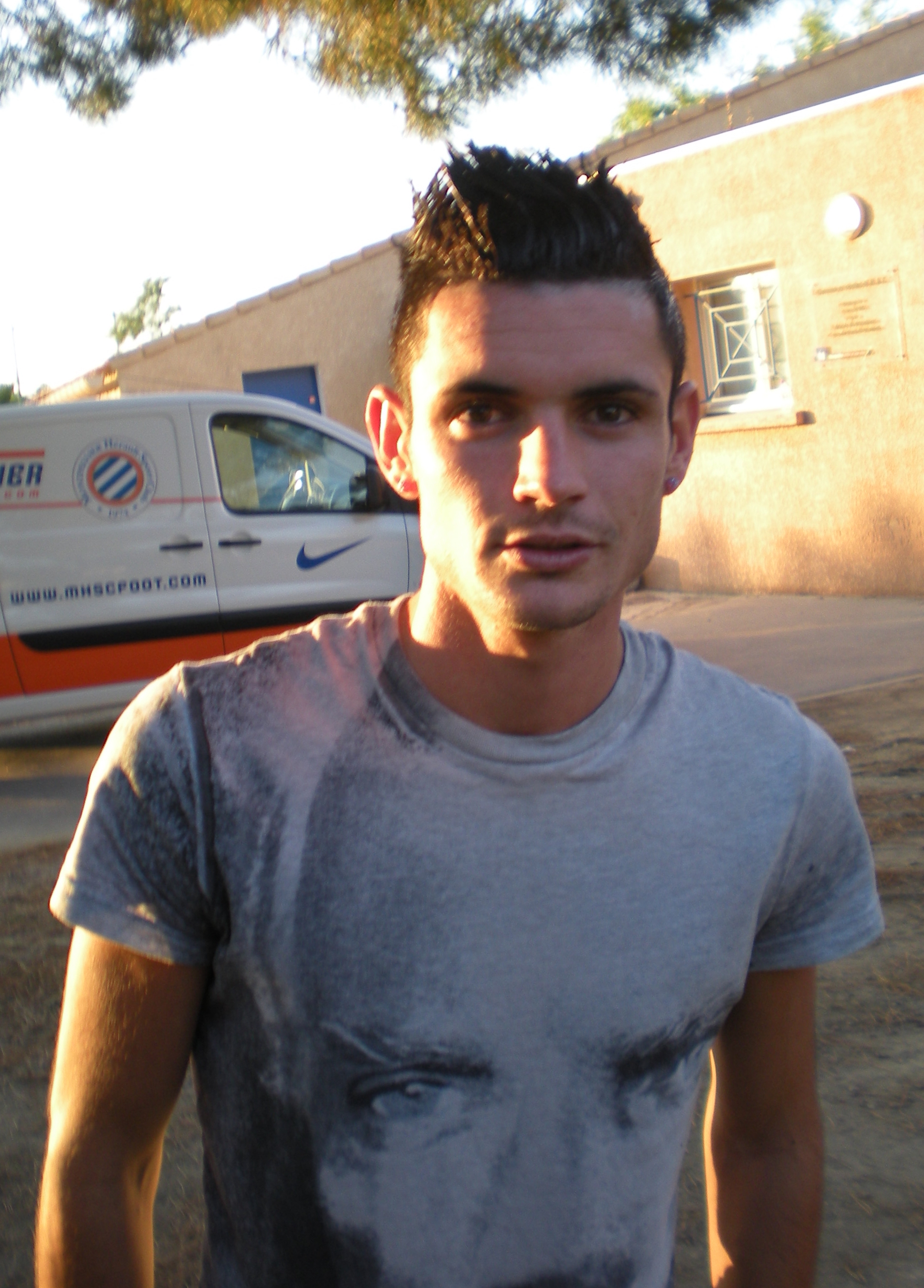
Rémy Cabella marque un but lors des seizième et dix-septième journées.

Les Provençaux gagnent un quatrième match de rang à l'extérieur en battant le Stade rennais et cette victoire permet à l'équipe, classée huitième, d'être pour la première fois dans la première moitié du classement. Le milieu de terrain offensif Rémy Cabella marque l'unique but de la rencontre, son premier en tant que Marseillais, et le gardien de but Steve Mandanda s'illustre positivement en effectuant trois arrêts successifs à la soixante-dix-septième minute, lors d'une triple action franche des Bretons.
La journée suivante voit la réception du Montpellier HSC et comme lors du match face à l'AS Monaco, les Olympiens sont menés par deux fois au score. L'attaquant héraultais Casimir Ninga inscrit un doublé tandis que les Marseillais égalisent une première fois par l'intermédiaire de Rémy Cabella puis une seconde fois grâce à Bouna Sarr. Ce match nul 2-2 souligne la différence de niveau entre les performances de l'OM à domicile et à l'extérieur, le quotidien sportif L'Équipe les qualifiants de « fébriles » au stade Vélodrome et d'« impériales » sur les terrains adverses.
L'Olympique de Marseille dispute une seconde rencontre dans son enceinte contre le GFC Ajaccio. Les deux buts sont inscrits en première mi-temps, les Corses prenant l'avantage 0-1 à la suite d'un penalty de Jacques Zoua et les Olympiens égalisant sur un tir de la tête de Michy Batshuayi. La seconde mi-temps est notamment marquée par un but valable refusé aux Ajacciens puis par un carton rouge pour Abdelaziz Barrada.
Les Provençaux, sur une série de six victoires consécutives à l’extérieur toutes compétitions confondues, jouent le dernier match de la phase aller contre les Girondins de Bordeaux, le premier Bordeaux-Marseille à se disputer au stade Matmut-Atlantique. Alaixys Romao ouvre le score à la cinquante-sixième minute tandis que les Bordelais égalisent lors de l'action suivante sur un but de Wahbi Khazri puis le résultat reste à 1-1 malgré un tir sur la barre transversale du Girondin Diego Rolán dans le temps additionnel. L'OM se classe dixième à mi-parcours et la première place est occupée par le Paris Saint-Germain.
Extrait du classement de Ligue 1 2015-2016 à la trêve hivernale
| Rang | Équipe                 | Pts | J  | G | N | P | Bp | Bc | Diff |
| ---- | ---------------------- | --- | -- | - | - | - | -- | -- | ---- |
| 8    | FC Lorient             | 26  | 19 | 6 | 8 | 5 | 27 | 26 | +1   |
| 9    | Olympique lyonnais     | 26  | 19 | 7 | 5 | 7 | 23 | 23 | 0    |
| 10   | Olympique de Marseille | 25  | 19 | 6 | 7 | 6 | 28 | 21 | +7   |
| 11   | LOSC Lille             | 24  | 19 | 5 | 9 | 5 | 15 | 13 | +2   |
| 12   | Gazélec Ajaccio        | 24  | 19 | 6 | 6 | 7 | 20 | 22 | -2   |

#### Classement final et statistiques
L'Olympique de Marseille termine le championnat à la treizième place avec dix victoires, dix-huit matchs nuls et dix défaites, les dix-huit résultats de parité étant le record de cette édition 2015-2016. Une victoire rapportant trois points, un match nul un point et une défaite aucun point, le club provençal totalise quarante-huit points soit la moitié des quatre-vingt-seize points du champion parisien et vingt-et-un points de moins que lors de la saison précédente où les Phocéens terminent quatrièmes. Les Marseillais possèdent la huitième meilleure attaque du championnat avec quarante-huit buts marqués et la sixième meilleure défense en encaissant quarante-deux buts. L'OM est avant-dernier au classement à domicile avec vingt points acquis et troisième au classement à l'extérieur avec vingt-huit points récoltés. Les joueurs de l'Olympique de Marseille reçoivent soixante-treize cartons jaunes et neuf cartons rouges, les plaçant dix-septièmes au classement du fair-play.
Le Paris Saint-Germain et l'Olympique lyonnais, champion et vice-champion, sont qualifiés pour la phase de groupes de la Ligue des champions 2016-2017 et l'AS Monaco, troisième, entre en lice au troisième tour de qualification. L'OGC Nice, quatrième, participe à la phase de groupe de la Ligue Europa 2016-2017 et le LOSC Lille et l'AS Saint-Étienne, cinquième et sixième, se qualifient pour le troisième tour de qualification. Initialement, les six clubs français jouant une coupe d'Europe la saison suivante sont les trois premiers du championnat en Ligue des champions et le quatrième et les vainqueurs des deux coupes nationales en Ligue Europa. Dans l'hypothèse où un qualifié européen via le championnat remporte une coupe nationale, un système d'attribution de la place laissée vacante pour la Ligue Europa profite à l'équipe non-européenne la mieux classée, soit possiblement la cinquième et la sixième de Ligue 1,. Les trois clubs relégués en Ligue 2 2016-2017 sont le Stade de Reims, le Gazélec Ajaccio et l'ESTAC Troyes.

### Coupe de la Ligue

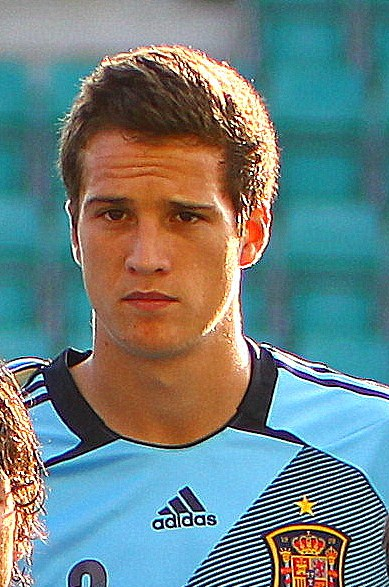
Javier Manquillo joue les deux matchs de Coupe de la Ligue.

La Coupe de la Ligue 2015-2016 est la vingt-deuxième édition de la Coupe de la Ligue, compétition à élimination directe organisée par la Ligue de football professionnel (LFP) depuis 1994 et qui rassemble uniquement les clubs professionnels de Ligue 1, Ligue 2 et National, le troisième échelon français.
En étant européen, Marseille commence directement la compétition en huitièmes de finale, et, en terminant dans les quatre premiers du dernier championnat, le club est l'une des quatre têtes de série qui ne peuvent s'affronter lors du tirage au sort. L'OM se déplace sur le terrain du Football Bourg-en-Bresse Péronnas 01, club de Ligue 2 qui participe pour la première fois à la Coupe de la Ligue et qui a éliminé le FC Nantes au tour précédent. Les Bressans sont battus 2-3 par l'OM qui a inscrit ses buts par l'intermédiaire de Bouna Sarr, Lucas Ocampos et Rémy Cabella tandis que Lakdar Boussaha marque un doublé sur penalty pour le FBBP.
Le tirage au sort des quarts de finale est intégral, c'est-à-dire sans têtes de série, et le club olympien hérite d'un déplacement chez le Toulouse Football Club, équipe qu'il a affrontée deux fois par le passé dans cette compétition, dont une demi-finale en 2009-2010, édition que l'OM a remportée. Wissam Ben Yedder inscrit le premier but toulousain à la vingt-cinquième minute puis Georges-Kévin Nkoudou égalise sur l'action suivante. Le score reste inchangé à la fin des quatre-vingt-dix minutes du temps réglementaire et Toulouse remporte le match 2-1 après prolongations grâce à l'attaquant danois Martin Braithwaite.
Les Toulousains perdent en demi-finale face au Paris Saint-Germain et ces derniers s'imposent 2-1 en finale au stade de France face au LOSC Lille.
À l'origine, le club victorieux se qualifie pour le troisième tour de qualification de la Ligue Europa 2016-2017, or le Paris SG étant qualifié pour la Ligue des champions 2016-2017 via le championnat, la place laissée libre est réattribuée au cinquième du championnat, ce qui profite au LOSC Lille.

### Coupe de France
La Coupe de France 2015-2016 est la quatre-vingt-dix-neuvième édition de la Coupe de France, une compétition à élimination directe mettant aux prises les clubs de football amateurs et professionnels à travers la France métropolitaine et les départements d'outre-mer. Organisée par la Fédération française de football et ses ligues régionales, le nombre d'équipes engagées cette saison avoisine les 7 300 participants.
En trente-deuxièmes de finale de la Coupe de France, l'OM se rend chez le Stade Malherbe de Caen, pensionnaire de Ligue 1 et quatrième du championnat au moment de l'affrontement. Deux rencontres de Coupe de France ont opposé Caennais et Provençaux, en 1991-1992 et 1992-1993, pour un bilan de deux victoires olympiennes. L'OM, réduit à dix à la suite de l'exclusion de Karim Rekik à la soixante-deuxième minute, parvient à maintenir un score de 0-0 jusqu'au terme des prolongations et s'ensuit une qualification par trois tirs au but à un. Le gardien de but phocéen Steve Mandanda arrête trois des quatre tentatives caennaises tandis que les Marseillais convertissent leurs trois tirs.
L'Olympique de Marseille rencontre à nouveau un club du championnat de France en seizièmes de finale, le Montpellier Hérault Sport Club. Affronté à quatre reprises en Coupe de France (1938-1939, 1939-1940, 1976-1977 et 1993-1994), le bilan des confrontations est de trois qualifications montpelliéraines pour une marseillaise. Si les deux clubs ne se sont plus affrontés depuis les années 1990 dans cette épreuve, l'OM et le MHSC se sont entre-temps rencontrés par trois fois dans une compétition à élimination directe, la Coupe de la Ligue, dont l'édition 2010-2011 où les deux équipes s'affrontent en finale et l'OM sort gagnant,. Les Olympiens se qualifient pour le tour suivant avec une victoire 2-0 acquise grâce à du réalisme devant la cage adverse tandis que les Héraultais ont à l'inverse fait preuve de maladresse, ne parvenant pas à convertir deux actions franches. Les buteurs sont le Montpelliérain Ramy Bensebaini, contre son camp, et le Marseillais Brice Dja Djédjé.
Pour les huitièmes de finale, l'équipe phocéenne affronte le Trélissac Football Club, localisé en Dordogne et évoluant dans le groupe D du championnat de France amateur, la quatrième division. Les deux clubs se sont joués une fois, en trente-deuxièmes de finale de la Coupe de France 2009-2010, et l'OM s'était imposé 0-2. Disputé au stade Chaban-Delmas, ancienne enceinte des Girondins de Bordeaux où le club provençal n'a plus remporté de rencontre depuis 1977-1978, les joueurs olympiens rompent cette série négative en gagnant à nouveau 0-2 contre les Trélissacois. Romain Alessandrini ouvre le score et, pour son premier match titulaire, Steven Fletcher marque un but et délivre une passe décisive.

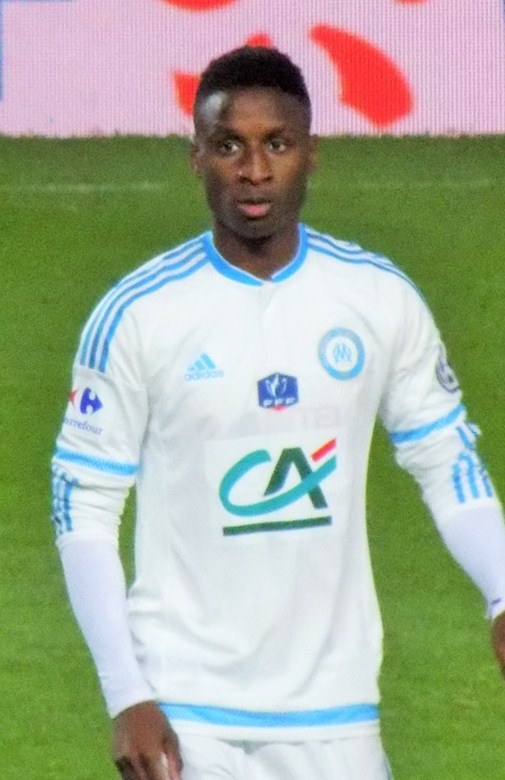
Bouna Sarr, le 20 avril 2016, lors de la demi-finale de Coupe de France contre le FC Sochaux.

En quarts de finale, l'Olympique de Marseille affronte un autre club amateur, l'US Granville. Basée dans le département de la Manche et jouant dans le groupe A du championnat de France amateur 2, la cinquième division, il s'agit de la première confrontation entre les deux équipes. Le match se joue au stade Michel-d'Ornano à Caen où l'OM réalise un match sérieux se concluant par une qualification 0-1 grâce à un but de Michy Batshuayi. Si les Provençaux gagnent par un score étroit laissant supposer une partie équilibrée, le résultat ne reflète pas la physionomie de la rencontre puisque les Granvillais ne se créent aucune occasion, et à l'inverse, l'OM se procure sept actions franches plus le but,.
L'Olympique de Marseille dispute sa demi-finale au stade Auguste-Bonal face au FC Sochaux, équipe de Ligue 2. Sochaux-Marseille, confrontation la plus jouée dans l'histoire du championnat de France avec cent-douze matchs, se tient pour la huitième fois en Coupe de France. Les sept précédentes oppositions se composent de cinq qualifications marseillaises (1934-1935, 1945-1946, 1993-1994, 1994-1995, 2005-2006), une qualification sochalienne (1977-1978) et une finale, remportée aux tirs au but par les Francs-Comtois lors de l'édition 2006-2007. Disputé le lendemain de la prise de fonction de l'équipe première par Franck Passi, le match est remporté par l'OM qui se qualifie 0-1 à la suite d'un but de Florian Thauvin.
Pour sa dix-neuvième finale de Coupe de France, le club marseillais joue contre le Paris Saint-Germain qui est le tenant du titre. Il s'agit de la troisième finale toute compétitions confondues à voir une confrontation OM-PSG, la première ayant été remporté par les Parisiens lors de la Coupe de France 2005-2006 et la deuxième par les Olympiens lors du Trophée des champions 2010. Les joueurs franciliens s'imposent 4-2 au stade de France avec notamment un but inscrit à l'entame de chacune des deux périodes, Blaise Matuidi à la deuxième minute et Zlatan Ibrahimović sur penalty à la quarante-septième minute. Les deux buts marseillais sont marqués par Florian Thauvin pour une égalisation à 1-1 et par Michy Batshuayi pour une réduction de l'écart à 4-2,.
Initialement, le vainqueur gagne le droit de participer à la phase de groupe de la Ligue Europa 2016-2017. Les Parisiens, également qualifiés en Ligue des champions 2016-2017 en tant que champions de France, laissent la place vacante et cela a deux conséquences. La place en phase de poule est réattribuée à l'OGC Nice, quatrième du championnat et à l'origine qualifié pour le troisième tour de qualification, puis cette même place laissée libre par les Niçois profite à l'AS Saint-Étienne, sixième de Ligue 1.

### Ligue Europa

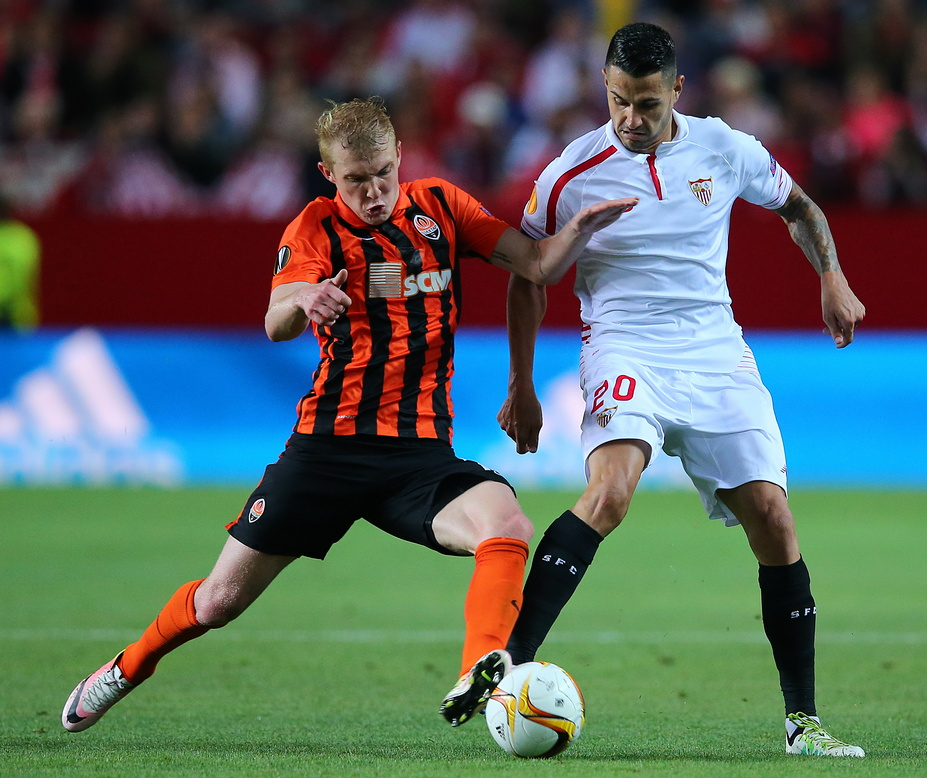
Duel en demi-finale entre Viktor Kovalenko, joueur du Chakhtar Donetsk à gauche, et Vitolo, joueur du Séville FC à droite.

La Ligue Europa 2015-2016 est la septième édition de la Ligue Europa, compétition européenne interclubs qui remplace la Coupe UEFA. Par rapport à cette dernière, la Ligue Europa offre des tours préliminaires élargis et une phase de groupes s'inspirant de la Ligue des Champions avec un mini-championnat aller-retour de quatre équipes. Les clubs sont qualifiés en fonction de leurs bons résultats en championnat ou coupe nationale. La finale se tient le 18 mai 2016 au Parc Saint-Jacques à Bâle en Suisse.
Le tenant du titre est le Séville FC, formation espagnole vainqueur trois buts à deux des Ukrainiens du Dnipro Dnipropetrovsk, le 27 mai 2015 au stade national de Varsovie en Pologne. Dans un premier temps, les Sévillans ne défendent pas leur titre car leur victoire les qualifie pour la Ligue des champions 2015-2016. Classés troisièmes du groupe D, ils ne se hissent pas en huitième de finale de la compétition et ils sont reversés au stade des seizièmes de finale de la Ligue Europa avec les sept autres troisièmes de poule. Les Andalous éliminent tour à tour les Norvégiens du Molde FK, les Suisses du FC Bâle, les Espagnols de l'Athletic Bilbao et les Ukrainiens du Chakhtar Donetsk puis ils gagnent 3-1 en finale contre les Anglais de Liverpool. Il s'agit de la troisième Ligue Europa consécutive qu'ils remportent, la cinquième de leur histoire.

#### Parcours en Ligue Europa

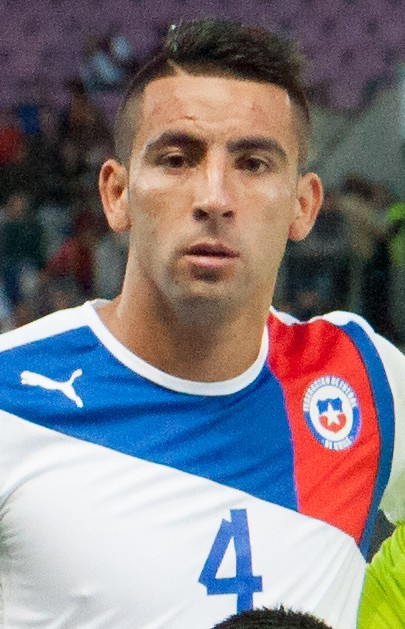
Mauricio Isla participe aux huit rencontres de Coupe d'Europe.

La quatrième place obtenue en championnat la saison précédente qualifie l'OM pour le troisième tour de qualification. En théorie, le club français qualifié d'office pour la phase de groupe est le vainqueur de la Coupe de France, or, le Paris Saint-Germain l'ayant gagné et étant également qualifié en Ligue des champions, la place laissée vacante est réattribuée au quatrième du championnat. Le club marseillais commence donc la compétition en phase de groupe et s'épargne le troisième tour de qualification et le tour de barrage.
Pour le tirage au sort, les quarante-huit équipes sont réparties en quatre pots selon leur coefficient UEFA 2014-2015, du pot 1 qui regroupe les mieux classées au pot 4 qui regroupe les moins biens classées. Un groupe est composé d'une équipe provenant de chaque pot et les clubs d’une même association nationale ne peuvent pas être tirés au sort dans le même groupe. Placé dans le pot no 1, l'OM hérite d'un groupe composé du Sporting Clube de Braga, quatrième du précédent championnat portugais, du Slovan Liberec, vainqueur de la Coupe de République tchèque 2014-2015, et du FC Groningue, vainqueur de la Coupe des Pays-Bas lors de l'exercice précédent. Les équipes classées première et deuxième se qualifient pour les seizièmes de finale de la Ligue Europa.
L'équipe olympienne commence sa phase de groupes à l'extérieur en se déplaçant sur le terrain du FC Groningue. cLes Marseillais, qui ont aligné une équipe composée d'habituels remplaçants, réalisent un match sérieux et efficace qui se solde par une victoire 0-3. Georges-Kévin Nkoudou, Lucas Ocampos et Romain Alessandrini marquent chacun un but et il s'agît de la plus lourde défaite à domicile des Hollandais en Coupe d'Europe. Deux semaines plus tard, l'OM accueille le Slovan Liberec au stade Vélodrome. Les Olympiens perdent 0-1 dans un match maîtrisé qui les a vus réaliser onze frappes cadrées tandis que les Tchèques ont marqué sur leur unique tentative. Les troisième et quatrième journées du groupe F se jouent contre le Sporting Clube de Braga. Le premier match a lieu à Braga, au Portugal, et les joueurs phocéens s'inclinent 3-2. Majoritairement dominés durant la rencontre dont une première mi-temps qualifiée d'indigente, ils sont menés 2-0 puis égalisent à 2-2 entre les quatre-vingt-quatrième et quatre-vingt-septième minutes grâce à Romain Alessandrini et Michy Batshuayi. Steve Mandanda encaisse le troisième but la minute suivante et l'OM subit une seconde défaite d'affilée. La deuxième opposition se tient à Marseille et le contenu est inverse puisque les Olympiens dominent le match, les Portugais s'inclinant 1-0 à la suite d'un but de Georges-Kévin Nkoudou. L'avant-dernière rencontre opposent les Marseillais au FC Groningue à domicile et ils s'imposent 2-1, le but de la victoire intervenant par l'intermédiaire de Michy Batshuayi à deux minutes de la fin. L'OM, premier du groupe au terme de la première journée, est ensuite classé troisième lors des trois journées suivantes. Ce résultat positif lui permet de remonter à la deuxième place et une victoire ou un match nul en République tchèque lui assure une place pour les seizièmes de finale. Le club olympien décroche sa qualification après sa victoire à l'extérieur contre le Slovan Liberec. Sur une pelouse en mauvais état, Marseille gagne le match 2-4 et marque sur des buts de Michy Batshuayi, Georges-Kévin Nkoudou, Abdelaziz Barrada puis Lucas Ocampos.
Non-tête de série lors du tirage au sort des seizièmes de finale, l'OM hérite d'une double confrontation contre l'Athletic Bilbao, club finaliste de la Ligue Europa 2011-2012 sous les ordres de Marcelo Bielsa. Les Basques ont fini premiers du groupe L et septièmes du précédent championnat espagnol.
Le match aller se dispute au stade Vélodrome et après une première période sans relief, les deux équipes jouent à un niveau plus élevé, symbolisé par l'ouverture du score d'Aritz Aduriz d'une frappe lobée à trente mètres de la cage de Steve Mandanda. Le score de 0-1 reste inchangé malgré une action franche d'Abdelaziz Barrada et un tir sur le poteau de Florian Thauvin. Le match retour, joué au stade San Mamés, voit les Olympiens marquer en premier à la quarantième minute grâce à Michy Batshuayi et cet avantage au score offre la perspective d'une prolongation, période de jeu de trente minutes supplémentaires en cas d'égalité à l'issue d'une rencontre aller-retour à élimination directe. L'Athletic Bilbao égalise à 1-1 par l'intermédiaire de Sabin Merino à dix minutes du terme du match et se qualifie ainsi sur un score cumulé de deux buts à un.
Les Basques affrontent le Valence CF en huitième de finale puis ils sortent de la compétition en quart de finale contre le Séville FC, double tenant du titre.

#### Coefficient UEFA
De par ses résultats dans cette Ligue Europa, l'OM acquiert des points pour son coefficient UEFA, utilisé lors des tirages au sort des compétitions européennes. Une victoire rapportant deux points et un match nul un point, le club récolte au total neuf points. En ajoutant le cinquième du coefficient du championnat français, le coefficient UEFA de Marseille est de 11,216 points pour la saison 2015-2016.
Le coefficient global d'une équipe additionne les coefficients saisonniers sur les cinq dernières années, ici sur la période 2011-2016. L'OM apparaît à la quarante-deuxième place du classement UEFA avec 46,549 points, positionné entre les Russes du CSKA Moscou, huitièmes de finaliste de la Ligue des champions 2011-2012, et les Tchèques du Viktoria Plzeň, huitièmes de finaliste des Ligues Europa 2012-2013 et 2013-2014,. Le Real de Madrid, le Bayern de Munich et le FC Barcelone trustent le podium du classement tandis que Marseille, avec sa quarante-deuxième place, est le troisième club français derrière Paris, septième, et Lyon, vingt-huitième.
Sur la saison donnée, les 11,216 points permettent aux Marseillais de réaliser la quarantième meilleure performance, à égalité avec l'AS Saint-Étienne. L'équipe allemande du Borussia Mönchengladbach se place trente-neuvième avec 11,285 points récoltés et les Grecs de l'Olympiakos Le Pirée se placent quarante-deuxièmes avec 11,080 points obtenus. Le Real de Madrid obtient le plus grand nombre de points sur la saison avec un coefficient de 37,785. L'OM est le deuxième club français du classement de la saison, établit comme suit : Paris Saint-Germain (26,216), Olympique de Marseille et AS Saint-Étienne (11,216), Olympique lyonnais (9,216), AS Monaco (7,216) et Girondins de Bordeaux (6,216).
L'OM recule de sept places au classement et cela s'explique par le remplacement du coefficient de la saison 2010-2011 par celui de la saison 2015-2016. Marseille est huitième de finaliste de la Ligue des champions 2010-2011 et ce parcours lui rapporte 20,150 points. Le parcours 2015-2016 lui procurant 11,216 points, le club connaît une baisse mécanique de son coefficient qui passe de 55,483 en 2015 à 46,549 en 2016. L'Olympique de Marseille passe ainsi de la trente-cinquième à la quarante-deuxième place.
| Rang 2016 | Rang 2015 | Évolution | Club                   | 2011-2012 | 2012-2013 | 2013-2014 | 2014-2015 | 2015-2016 | Coefficient |
| --------- | --------- | --------- | ---------------------- | --------- | --------- | --------- | --------- | --------- | ----------- |
| 1         | 1         |           | Real de Madrid         | 36,171    | 29,542    | 39,600    | 33,042    | 37,785    | 176,142     |
| 2         | 3         | +1        | Bayern de Munich       | 33,050    | 36,585    | 29,942    | 31,171    | 32,285    | 163,035     |
| 3         | 2         | -1        | FC Barcelone           | 34,171    | 27,542    | 28,600    | 38,042    | 30,785    | 159,142     |
|           |           |           |                        |           |           |           |           |           |             |
| 40        | 33        | -7        | Sporting de Lisbonne   | 22,366    | 6,350     | 1,983     | 11,816    | 9,100     | 51,616      |
| 41        | 34        | -7        | CSKA Moscou            | 17,950    | 3,450     | 8,083     | 9,933     | 9,300     | 48,716      |
| 42        | 35        | -7        | Olympique de Marseille | 21,100    | 6,350     | 5,700     | 2,183     | 11,216    | 46,549      |
| 43        | 50        | +7        | Viktoria Plzeň         | 10,050    | 15,700    | 12,600    | 1,775     | 4,460     | 44,585      |
| 44        | 44        |           | AZ Alkmaar             | 18,720    | 2,342     | 17,183    | 1,216     | 4,150     | 43,612      |

### Matchs de la saison
La boîte déroulante ci-dessous retrace dans l'ordre chronologique les cinquante-quatre rencontres officielles jouées par l'Olympique de Marseille durant la saison 2015-2016 ainsi que les matchs amicaux. Le club provençal participe aux trente-huit journées du championnat ainsi qu'à six tours de Coupe de France, deux rencontres en Coupe de la Ligue et huit matchs sur le plan européen, via la Ligue Europa. Le bilan général de la saison en compétitions officielles est de dix-neuf victoires, vingt matchs nuls et quinze défaites.

## Statistiques

### Statistiques individuelles
Vingt-neuf joueurs prennent part à un match officiel dans la saison. Steve Mandanda, Michy Batshuayi et Javier Manquillo sont les membres ayant le plus de temps de jeu, totalisant respectivement cinquante matchs pour 4530 minutes jouées, cinquante matchs pour 4151 minutes et quarante-trois matchs pour 3716 minutes. Le joueur le plus prolifique en termes de buts est l'attaquant belge Michy Batshuayi qui inscrit vingt-trois réalisations réparties comme suit : dix-sept en Ligue 1, deux en Coupe de France, aucune en Coupe de la Ligue et quatre en Ligue Europa. Pour les passes décisives, Abdelaziz Barrada arrive en tête en en effectuant neuf; six en championnat, une en Coupe de France, aucune en Coupe de la Ligue et deux en Ligue Europa. Au classement du combiné buts et passes, le podium marseillais se compose de Michy Batshuayi (23+7), Georges-Kévin Nkoudou (10+3) et Romain Alessandrini (8+4).
En championnat, le Parisien Zlatan Ibrahimović est sacré meilleur buteur avec trente-huit buts et Michy Batshuayi, avec ses dix-sept réalisations, se classe quatrième, suivi de Romain Alessandrini (quarante-quatrième, cinq buts) et Rémy Cabella (quarante-huitième, cinq buts). Au classement des passeurs, le Parisien Ángel Di María arrive premier avec dix-huit passes et les trois Marseillais les mieux classés sont Michy Batshuayi (onzième, six passes), Abdelaziz Barrada (dix-neuvième, six passes) et Romain Alessandrini (quarante-huitième, quatre passes).
En Coupe de France, les meilleurs buteurs olympiens sont Michy Batshuayi et Florian Thauvin, deux buts chacun, et le meilleur passeur est Steven Fletcher avec deux passes.
En Coupe de la Ligue, Rémy Cabella, Georges-Kévin Nkoudou, Lucas Ocampos et Bouna Sarr marquent chacun un but, classement des buteurs remporté par Lakdar Boussaha, attaquant du Football Bourg-en-Bresse Péronnas 01 et auteur de six réalisations. Javier Manquillo et Benjamin Mendy sont les deux Phocéens à avoir effectué une passe décisive dans cette compétition.
Georges-Kévin Nkoudou termine co-meilleur buteur et passeur marseillais en Coupe d'Europe avec quatre buts et deux passes décisives. Michy Batshuayi inscrit également quatre réalisations et Abdelaziz Barrada offre lui aussi deux passes. Au classement général, Aritz Aduriz, attaquant espagnol de l'Athletic Bilbao finit meilleur buteur de la Ligue Europa avec dix buts et Denis Suárez, milieu de terrain espagnol du Villarreal CF, se positionne premier au classement des passeurs avec six passes,.
Sept joueurs marseillais ont été expulsés lors de la saison, pour un total de dix cartons rouges, dont Romain Alessandrini, Abdelaziz Barrada et Alaixys Romao à deux reprises. Parmi eux, l'arrière gauche Benjamin Mendy reçoit un carton rouge moins d'une minute après son entrée en jeu à la soixante-dix-septième minute de Toulouse-Marseille en Ligue 1.

#### Statistiques collectives

##### En Ligue 1
- Meilleur classement : 8e (J16 / J21-22 / J24)
- Pire classement : 18e (J2)
- Plus grand écart de points avec le premier relégable[216] : + 10 (J37)
- Plus grand écart de points avec le premier non relégable : - 1 (J2)
- Plus grande série de victoires : 2 (J11-12 / J36-37)
- Plus grande série de matchs nuls : 5 (J26 à 27 + J29 + J28 en retard + J30)
- Plus grande série de défaites : 2 (J1-2 / J8-9 / J31-32)
- Plus grande série de matchs sans défaite : 7 (J14 à 20)
- Plus grande série de matchs sans victoire : 10 (J25 à 27 + J29 + J28 en retard + J30 à 34)
- Plus large victoire : 6-0 (contre Troyes [J3])
- Plus large défaite : 2-5 (contre Rennes [J31])
- Plus grande série de matchs en marquant au moins un but : 12 (J21 à 32)
- Plus grande série de matchs sans marquer : 2 (J1-2)
- But le plus rapidement marqué par l'OM :   12e (par Romain Alessandrini contre Monaco [J15]) /   12e (par Michy Batshuayi contre Caen [J21])
- But le plus rapidement encaissé par l'OM :   2e (par Zlatan Ibrahimovic pour Paris SG [J25])
- But le plus tardivement marqué pour l'OM :   90+6e (par Rabillard contre Lille [J23])
- But le plus tardivement encaissé par l'OM :   89e (par Nicolas Bénezet pour Guingamp [J4])
- Joueur de l'OM ayant marqué un doublé : Michy Batshuayi (contre Troyes [J3]), Romain Alessandrini (contre Bastia [J5])
- Joueur adverse ayant marqué un doublé : Zlatan Ibrahimovic (pour Paris SG [J9]), Almamy Touré (pour Monaco [J15]), Casimir Ninga (pour Montpellier [J17]), Yoann Gourcuff (pour Rennes [J31])
- Rencontre avec le plus de buts marqués par l'OM : 6 (victoire 6-0 contre Troyes [J3])
- Rencontre avec le plus de buts encaissés par l'OM : 5 (défaite 2-5 contre Rennes [J31])
- Rencontre la plus prolifique en buts : 7 (défaite 2-5 contre Rennes [J31])
- Rencontre la moins prolifique : 0 (contre Guingamp [J20] et Bordeaux [J33])

##### Toutes compétitions confondues
- Plus large victoire : 6-0 (contre Troyes [L1 J3])
- Plus large défaite : 2-5 (contre Rennes [L1 J31])
- Plus grande série de matchs en marquant au moins un but : 9 (CDL 1/4 / L1 J21 / CDF 1/16e / L1 J22-25 / CDF 1/8e / L1 J26)
- Plus grande série de matchs sans marquer : 2 (L1 J1-2) (CDF 1/32e / L1 J20)
- But le plus rapidement marqué par l'OM :   12e (par Romain Alessandrini contre Monaco [L1 J15]) /   12e (par Michy Batshuayi contre Caen [L1 J21]) /   12e (par Florian Thauvin contre Paris SG [CDF Finale])
- But le plus rapidement encaissé par l'OM :   2e (par Zlatan Ibrahimovic pour Paris SG [L1 J25]) /   2e (par Blaise Matuidi pour Paris SG [CDF Finale])
- But le plus tardivement marqué pour l'OM :   90+6e (par Rabillard contre Lille [L1 J23])
- But le plus tardivement encaissé par l'OM :   99e (par Martin Braithwaite pour Toulouse [CDL 1/4])
- Joueur de l'OM ayant marqué un doublé : Michy Batshuayi (contre Troyes [L1 J3]), Romain Alessandrini (contre Bastia [L1 J5])
- Joueur adverse ayant marqué un doublé : Zlatan Ibrahimovic (pour Paris SG [L1 J9] et [CDF Finale]), Almamy Touré (pour Monaco [L1 J15]), Casimir Ninga (pour Montpellier [L1 J17]), Yoann Gourcuff (pour Rennes [L1 J31]), Lakdar Boussaha (pour Bourg-Péronnas [CDL 1/8e])
- Rencontre avec le plus de buts marqués par l'OM : 6 (victoire 6-0 contre Troyes [L1 J3])
- Rencontre avec le plus de buts encaissés par l'OM : 5 (défaite 2-5 contre Rennes [L1 J31])
- Rencontre la plus prolifique en buts : 7 (défaite 2-5 contre Rennes [L1 J31])
- Rencontre la moins prolifique : 0 (contre Guingamp [L1 J20], Bordeaux [L1 J33] et Caen [CDF 1/32e])

### Récompenses et distinctions

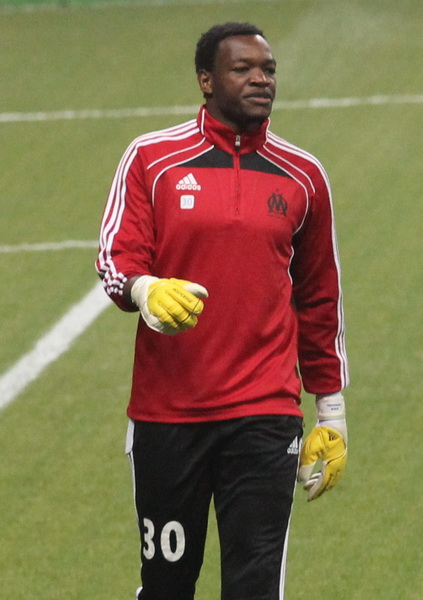
Steve Mandanda est élu meilleur gardien du championnat de France pour la quatrième fois.

Au cours de la saison 2015-2016, l'Union nationale des footballeurs professionnels (UNFP) récompense chaque mois le meilleur joueur du championnat de France. Lassana Diarra est élu au mois de septembre avec 52 % des suffrages face au Niçois Hatem Ben Arfa et au Parisien Edinson Cavani. Le mois suivant, Michy Batshuayi est distingué avec 43 % des votes, l'emportant contre le Lorientais Benjamin Moukandjo et le Parisien Serge Aurier. Le 8 mai 2016 a lieu la cérémonie des trophées UNFP, récompensant les acteurs du football professionnel français pour la saison écoulée. Trois Marseillais sont susceptibles de remporter une distinction, Lassana Diarra pour le prix du « Meilleur joueur de Ligue 1 », Steve Mandanda pour le trophée du « Meilleur gardien de Ligue 1 » et Lucas Ocampos pour le « But de l'année ». Le portier olympien est élu meilleur gardien pour la quatrième fois, égalant le record de Grégory Coupet, et il est également présent dans l'équipe type UNFP de Ligue 1 2015-2016 en compagnie de Lassana Diarra.
Les mois de décembre 2015 et janvier 2016 sont propices à divers classements établis sur l'année civile. Le Parisien Blaise Matuidi est élu « Joueur français de l'année 2015 » et quatre Marseillais sont présents dans cette distinction de l'hebdomadaire sportif France Football : André-Pierre Gignac, dixième, Lassana Diarra, onzième, Dimitri Payet, douzième, et Steve Mandanda, dix-huitième. Le quotidien L'Équipe formule un onze type 2015 de Ligue 1. Si aucun Phocéen n'est classé premier, neuf joueurs figurent néanmoins dans le top 10 de leur poste respectif (Steve Mandanda, Brice Dja Djédjé, Benjamin Mendy, Nicolas Nkoulou, Lassana Diarra, André Ayew, Dimitri Payet, André-Pierre Gignac et Michy Batshuayi). Le quotidien britannique The Guardian dresse une liste des cent meilleurs footballeurs en 2015 et Dimitri Payet apparaît à la quatre-vingt-dixième place. L'Équipe fait de même, Lassana Diarra, Dimitri Payet et André-Pierre Gignac étant respectivement placés aux soixante-quatorzième, quatre-vingtième et quatre-vingt-unième places. La Confédération africaine de football élit le « Joueur africain de l'année 2015 » et le Ghanéen André Ayew se classe troisième dans une distinction que son père Abedi Pelé avait remporté en 1992 en tant que joueur de l'Olympique de Marseille.
En janvier 2016, l'International Federation of Football History & Statistics (IFFHS) publie son « Classement mondial des clubs », basé sur l'année civile 2015, et l'Olympique de Marseille apparait à la cent-troisième place.
Le magazine anglais de football FourFourTwo établit un palmarès en novembre 2015 des cent meilleurs stades au monde. Les critères pris en compte pour ce classement sont l'architecture, l'histoire, l'ambiance et la capacité de l'enceinte et le stade Vélodrome se classe quatorzième mondial et premier français,.

### Joueurs en sélection nationale
Cinq périodes sont consacrés durant la saison aux joueurs internationaux Séniors et Espoirs en septembre 2015, octobre 2015, novembre 2015, mars 2016 et juin 2016. Quinze Olympiens jouent des matchs en sélection nationale : Gaël Andonian, Abdelaziz Barrada, Michy Batshuayi, Lassana Diarra, Brice Dja Djédjé, Steven Fletcher, Mauricio Isla, Steve Mandanda, Javier Manquillo, Benjamin Mendy, Georges-Kévin Nkoudou, Nicolas Nkoulou, Karim Rekik, Alaixys Romao, Lucas Silva et Stéphane Sparagna,,,,. En plus d'éventuelles rencontres amicales, les internationaux marseillais sont engagés dans les qualifications de l'Euro 2016, de la Coupe d'Afrique des nations 2017, de l'Euro espoirs 2017 ou de la Coupe du monde 2018.
Le Championnat d'Europe de football 2016 débute par une phase éliminatoire entre septembre 2014 et octobre 2015 où sont présentes cinquante-trois nations et qui vise à qualifier vingt-trois équipes pour la phase finale en France. Gaël Andonian, international arménien, dispute trois rencontres du groupe I contre la Serbie, le Danemark et l'Albanie. Michy Batshuayi, avec la Belgique lors du rassemblement de septembre,, et Karim Rekik, avec les Pays-Bas lors du rassemblement d'octobre,, restent remplaçants lors des matchs de leurs sélections dans le cadre de ces éliminatoires. Les Pays-Bas, quatrièmes du groupe A, et l'Arménie, dernière du groupe I, sont éliminés tandis que la Belgique, première du groupe B, se qualifie pour l'Euro 2016. La France, pays organisateur de l’événement, est d'office qualifiée et son équipe nationale joue des matchs amicaux à défaut de prendre part aux éliminatoires. Steve Mandanda est titulaire lors de deux matchs contre le Danemark et les Pays-Bas et Lassana Diarra joue six rencontres. Steven Fletcher, arrivé en cours de saison, est appelé avec l'Écosse lors des convocations de mars et de juin et il dispute trois rencontres amicales,,.

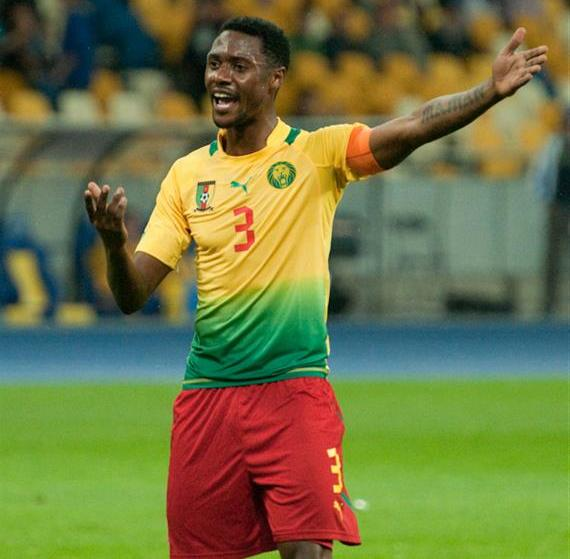
Nicolas Nkoulou, international camerounais, dispute des matchs qualificatifs à la Coupe d'Afrique des nations 2017 et à la Coupe du monde 2018.

La phase de qualification de la Coupe d'Afrique des nations 2017 se joue entre juin 2015 et septembre 2016. Quinze pays parmi cinquante-et-un se qualifient pour le tournoi où le Gabon est qualifié d'office en tant qu'organisateur. L'équipe du Togo est engagée dans le groupe A et Alaixys Romao joue trois matchs contre Djibouti et la Tunisie,. Nicolas Nkoulou, international camerounais, dispute deux matchs contre la Gambie et l'Afrique du Sud dans le groupe M,. En parallèle à leur compétition continentale, les Africains disputent également la phase qualificative de la zone Afrique à la Coupe du monde 2018. Le Cameroun, le Maroc et le Togo sont directement qualifiés pour le deuxième tour qui consiste en une confrontation aller-retour à élimination directe. Les Camerounais s'imposent 3-0 en score cumulé face au Niger et Nicolas Nkoulou dispute les deux rencontres,. Les Marocains gagnent 2-0 à domicile avec Abdelaziz Barrada puis s'inclinent 1-0 en Guinée équatoriale lors du match retour,. Enfin, Alaixys Romao, qui prend part au match aller, est éliminé avec le Togo à la suite d'une défaite cumulée de 4-0 contre l'Ouganda,.
L'Afrique n'est pas le seul continent concerné par la Coupe du monde puisque la phase éliminatoire de la zone Amérique du Sud débute en octobre 2015. Les dix nations engagées disputent un championnat de dix-huit journées au terme duquel les quatre premiers se qualifient pour la compétition mondial et le cinquième dispute un barrage intercontinental face au vainqueur de la zone Océanie. Mauricio Isla dispute six rencontres de la sélection chilienne.
Chez les Espoirs, catégorie des moins de 21 ans (U21), Javier Manquillo, Benjamin Mendy, Georges-Kévin Nkoudou, Karim Rekik et Stéphane Sparagna sont appelés à disputer des matchs dans le cadre des éliminatoires de l'Euro espoirs 2017 qui débutent en mars 2015 et se terminent en octobre 2016. L'équipe de France espoirs est engagée dans le groupe 3, Benjamin Mendy joue deux matchs pour une passe décisive, Georges-Kévin Nkoudou, trois rencontres pour un but et une passe décisive et Stéphane Sparagna dispute un match où il récolte un carton rouge. L'Espagne espoirs de Javier Manquillo se trouve dans le groupe 6 où il joue trois matchs et Karim Rekik, capitaine des Pays-Bas espoirs, dispute quatre confrontations dans le groupe 8.
Les Jeux olympiques d'été de 2016 se déroulent à Rio de Janeiro, au Brésil, ainsi l'équipe olympique brésilienne est assurée de participer à l'épreuve de football en tant que pays organisateur. Cette sélection composée de joueurs de moins de 23 ans joue des matchs amicaux auxquels Lucas Silva prend part à quatre reprises.

#### Compétitions internationales

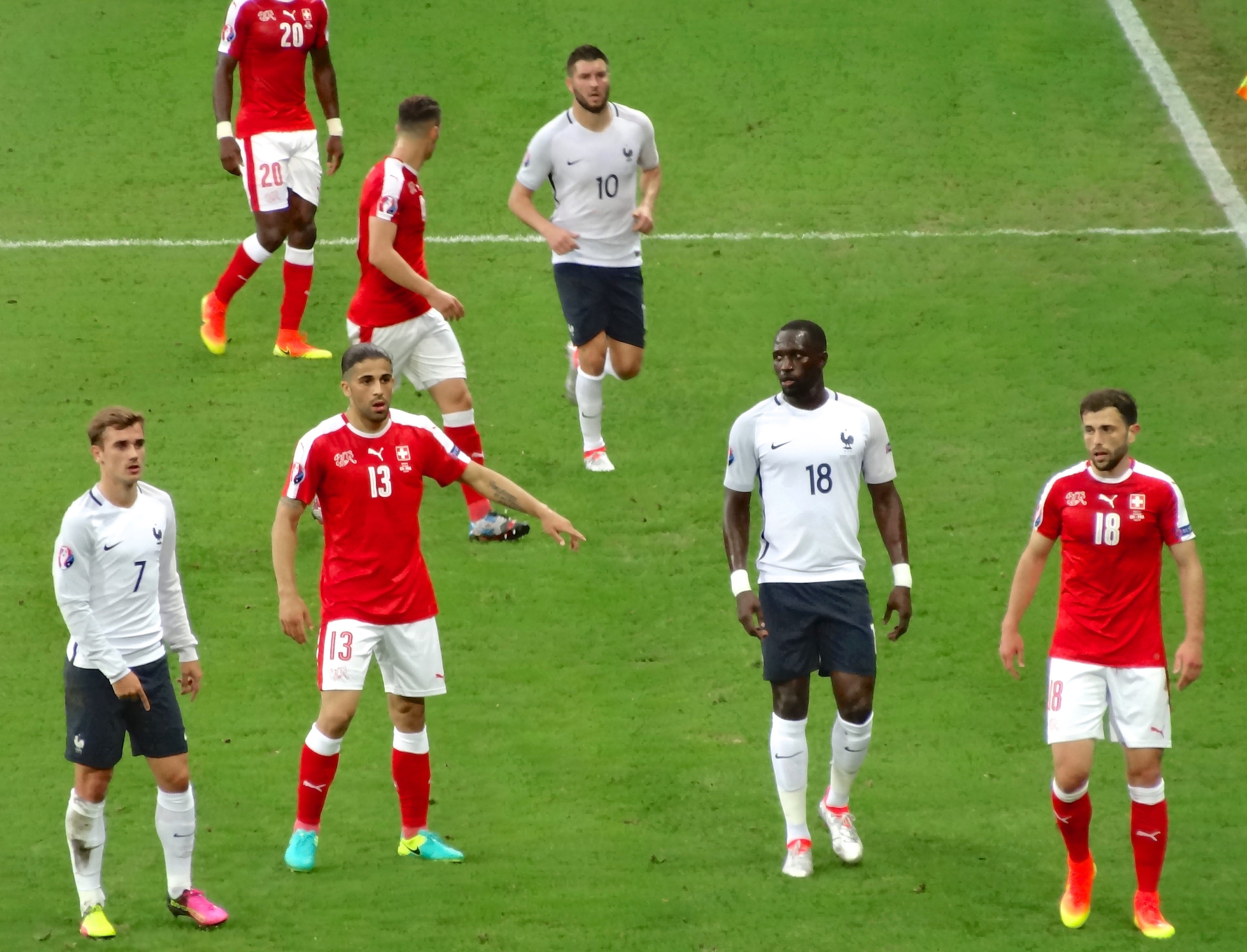
Scène de match durant l'Euro 2016 entre la France, en blanc, et la Suisse, en rouge.

Entre le 17 octobre 2015 et le 8 novembre 2015 a lieu la Coupe du monde des moins de 17 ans. Le milieu de terrain Bilal Boutobba, disputant quatre matchs et inscrivant deux buts, est sélectionné avec la France et l'équipe est éliminée en huitième de finale par les U17 du Costa Rica.
Du 5 mai au 21 mai se tient l'édition 2016 du championnat d'Europe des moins de 17 ans. L'équipe de France, tenante du titre à la suite de sa victoire la saison précédente, compte deux Marseillais dans ses rangs, le défenseur Boubacar Kamara et le milieu de terrain Raouf Mroivili. Les Français sont éliminés lors de la phase de poule, terminant derniers,,.
L'international chilien Mauricio Isla participe durant le mois de juin 2016 à la Copa América Centenario, le championnat d'Amérique du Sud des nations, et il devient le premier joueur olympien à disputer cette compétition. Le Chili, tenant du titre, remporte la Copa América pour la deuxième fois en battant l'Argentine en finale. Le milieu de terrain marseillais joue cinq matchs et il fait partie de l'équipe type du tournoi,.
Steve Mandanda, avec la France, et Michy Batshuayi, avec la Belgique, jouent le Championnat d'Europe 2016 qui se tient du 10 juin au 10 juillet. Les Français perdent en finale contre le Portugal tandis que les Belges sont éliminés en quart de finale par le pays de Galles. Steve Mandanda reste remplaçant et Michy Batshuayi participe à deux rencontres pour un but. Lassana Diarra, un premier temps présent dans le groupe français, déclare forfait avant le début de la compétition et il est remplacé par Morgan Schneiderlin.

### Joueurs prêtés
L'Olympique de Marseille prête six joueurs lors de cette saison, footballeurs jouant dans un autre club mais en étant toujours sous contrat avec l'OM. Dória, défenseur brésilien, évolue en Liga, la première division espagnole, dans l'équipe du Grenade Club de Fútbol. Baptiste Aloé, Gaël Andonian, Julien Fabri et Brice Samba jouent en Ligue 2, la deuxième division française, tandis que Bill Tuiloma porte les couleurs du RC Strasbourg en National, la troisième division française. Brice Samba est sacré champion de France de Ligue 2 avec son club de l'AS Nancy-Lorraine et Bill Tuiloma remporte le championnat de National.

## Records

### Records généraux

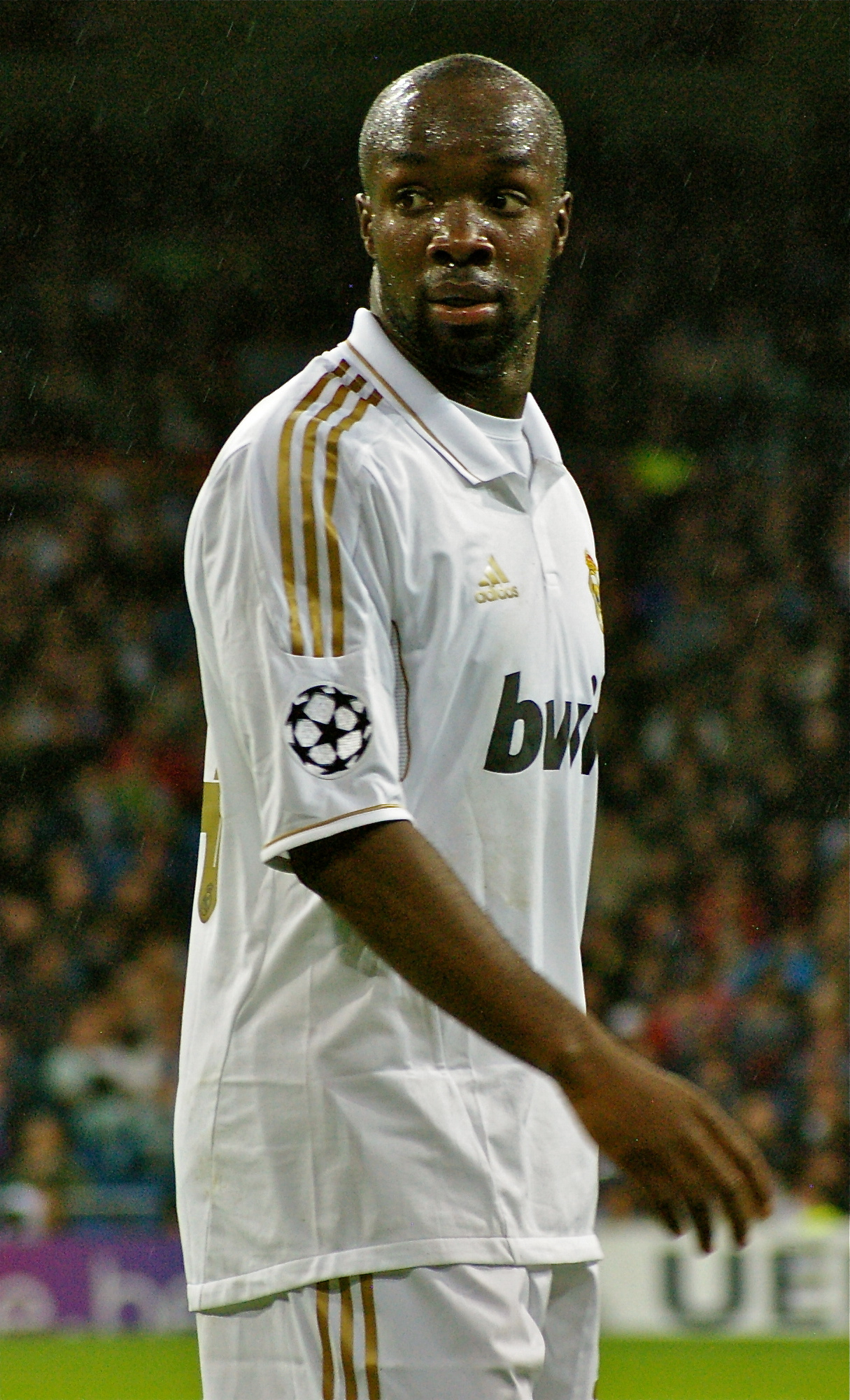
Lassana Diarra marque l'un des six buts contre l'ESTAC Troyes lors de la troisième journée de Ligue 1.

Le club marseillais participe au championnat de France en 2015-2016 pour la soixante-sixième fois dans son histoire et il co-détient le record de présence avec le FC Sochaux, l'équipe franc-comtoise évoluant en Ligue 2. En 2013-2014, Sochaux-Montbéliard dispute sa soixante-sixième saison de Ligue 1 et l'OM sa soixante-quatrième puis le club sochalien est relégué à l'échelon inférieur en fin d'exercice et il y reste lors des deux saisons suivantes, permettant ainsi à l'OM de combler son retard dans ce domaine. Le club phocéen a déjà été recordman de participation par le passé, de sa première fois à sa vingt-et-unième, dont détenteur unique de sa dix-septième présence en 1954-1955 à sa vingt-et-unième en 1958-1959.
L'Olympique de Marseille participe pour la vingt-cinquième fois à une demi-finale de Coupe de France ainsi qu'à une dix-neuvième finale, record de présence d'un club dans ces deux domaines.
La victoire 6-0 contre Troyes constitue la plus large défaite à l'extérieur des Aubois dans leur histoire en championnat en vingt-neuf saisons de Ligue 1 et Ligue 2 confondues. C'est une performance que l'on peut qualifier de rare pour les Phocéens puisque sur les dix-neuf adversaires de Ligue 1 2015-2016, l'OM est responsable de ce type de record qu'à deux autres reprises : la victoire 0-5 contre Reims en 2014-2015 est la plus large défaite à domicile en championnat de l'histoire des Rémois, cinquante-huit saisons confondues, et la victoire 1-6 contre Toulouse en 2014-2015 est la plus large défaite à domicile en championnat de l'histoire du Téfécé, quarante-six saisons confondues.
L'Olympique de Marseille devient le premier club français à s'imposer sur le terrain du FC Groningue (0-3) et du Slovan Liberec (2-4). Les Hollandais rencontraient pour la première fois une équipe de l’Hexagone tandis que les Tchèques restaient sur deux victoires à domicile, succès 4-1 contre l'Olympique lyonnais en Coupe UEFA 2001-2002 puis 1-0 contre le FC Nantes en Coupe Intertoto 2004. La victoire 0-3 de l'OM à Groningue est la plus large défaite à domicile du club batave en Coupe d'Europe ainsi que le plus grand nombre de buts encaissés à domicile. Les quatre buts inscrits par les Marseillais à Liberec signent le plus grand nombre de buts encaissés par le club tchèque dans un match européen.

### Records du club
L'Olympique de Marseille termine le championnat avec dix-huit matchs nuls en trente-huit rencontres joués. Auparavant, l'OM a cumulé au maximum quinze résultats de parité lors des saisons 1981-1982, en deuxième division, et 1999-2000, en première division.
Le club provençal connait une série de quinze matchs consécutifs sans victoire en championnat au stade Vélodrome. Commençant en septembre 2015 et durant jusqu'en avril 2016, de la sixième à la trente-cinquième journée, cette série prend fin avec une victoire 1-0 contre le Stade de Reims au cours de la trente-septième journée. Ces quinze rencontres se composent de onze matchs nuls pour quatre défaites et la pire série précédente avait eu lieu lors de la saison 1962-1963 où les joueurs olympiens n'avaient pas gagné à domicile durant huit confrontations,,.

## Aspects juridiques et économiques

### Structure juridique et organigramme

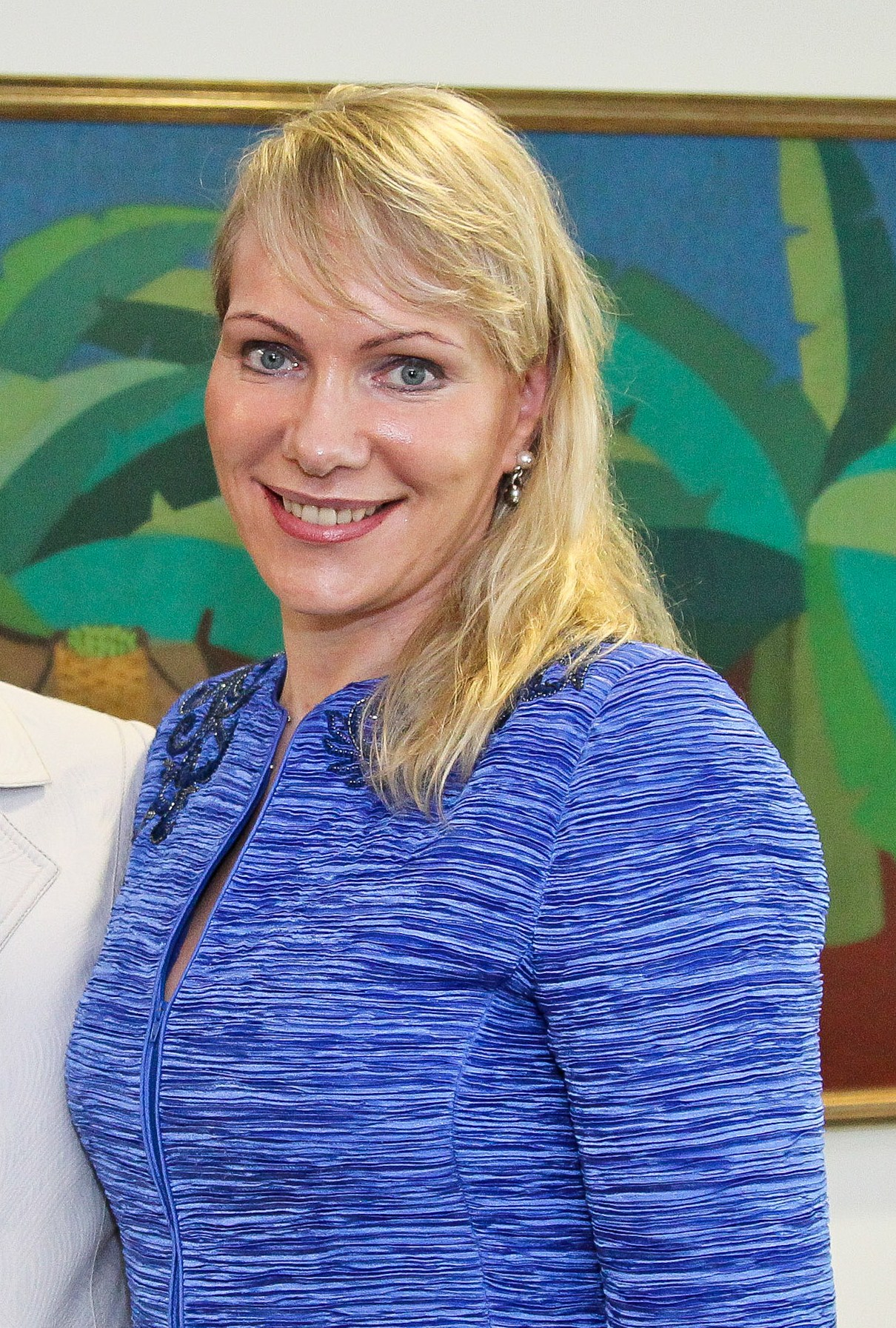
Margarita Louis-Dreyfus est l'actionnaire majoritaire de l'OM depuis la saison 2009-2010.

L'Olympique de Marseille est composé de deux entités, l'« Association Sportive Olympique de Marseille » (ASOM) et la société anonyme sportive professionnelle « Olympique de Marseille » (SASP OM). Les sièges sociaux de l'association et de la société sont tous deux au centre d'entraînement Robert-Louis-Dreyfus, situé au 33, traverse de la Martine dans le 12e arrondissement de Marseille,.
L'association, créée en 1899, est agréée par le ministère de la Jeunesse et des Sports depuis 1949. Titulaire de la licence 500083 auprès de la Fédération française de football (FFF) et présidée par l'homme de média Jean-Pierre Foucault, l'ASOM autorise par convention la société professionnelle à bénéficier du numéro d'affiliation à la FFF, lui permettant de s'inscrire aux compétitions organisées par la Ligue de football professionnel et la Fédération. En contrepartie, la société verse une redevance à l'association (600 000 euros annuel pour la période 2005-2010). L'association OM est responsable du centre de formation ainsi que de la gestion administrative, financière et sportive de toutes les activités liées au football amateur, notamment l'équipe réserve ou la section féminine.
La société OM, sous la forme de SASP depuis 2001 et détenue à 100 % par la société mère Eric soccer, a Margarita Louis-Dreyfus pour actionnaire majoritaire, et Vincent Labrune pour président. Il s'agit d'une société ayant un effectif compris entre 100 et 199 salariés et elle est chargée du volet professionnel de l'Olympique de Marseille. Initialement propriétés de l'association, la SASP achète les marques et logos « OM - Olympique de Marseille » pour 3,5 M€ en octobre 2005 et cette dernière devient seule habilitée à pouvoir les commercialiser. Outre le président Vincent Labrune, l'organigramme se compose entre autres de Philippe Pérez, directeur général démissionnaire en février 2016; Luc Laboz, directeur général adjoint ou Cédric Dufoix, secrétaire général. Il existe une cellule recrutement des joueurs où exercent notamment François Brisson et Jean-Philippe Durand, deux anciens footballeurs olympiens.
Le tableau ci-dessous présente l'organigramme de l'Olympique de Marseille pour la saison 2015-2016.
| Fonction                   | Nom                  |
| -------------------------- | -------------------- |
| Président du directoire    | Vincent Labrune      |
| Directeur général          | Philippe Pérez       |
| Directeur général adjoint  | Luc Laboz            |
| Ambassadeur du club        | Basile Boli          |
| Responsable du recrutement | Jean-Philippe Durand |
| Coordinateur sportif       | Louis Vassallucci    |
| Directeur juridique        | Alexandre Mialhe     |
| Secrétaire général         | Cédric Dufoix        |

| Fonction                                      | Nom                  |
| --------------------------------------------- | -------------------- |
| Directeur de la sécurité                      | Guy Cazadamont       |
| Responsable pôles presse, relations publiques | Élodie Malatrait     |
| Président de l'association OM                 | Jean-Pierre Foucault |
| Vice-président de l'association OM            | Robert Nazarétian    |

### Équipementiers et sponsors

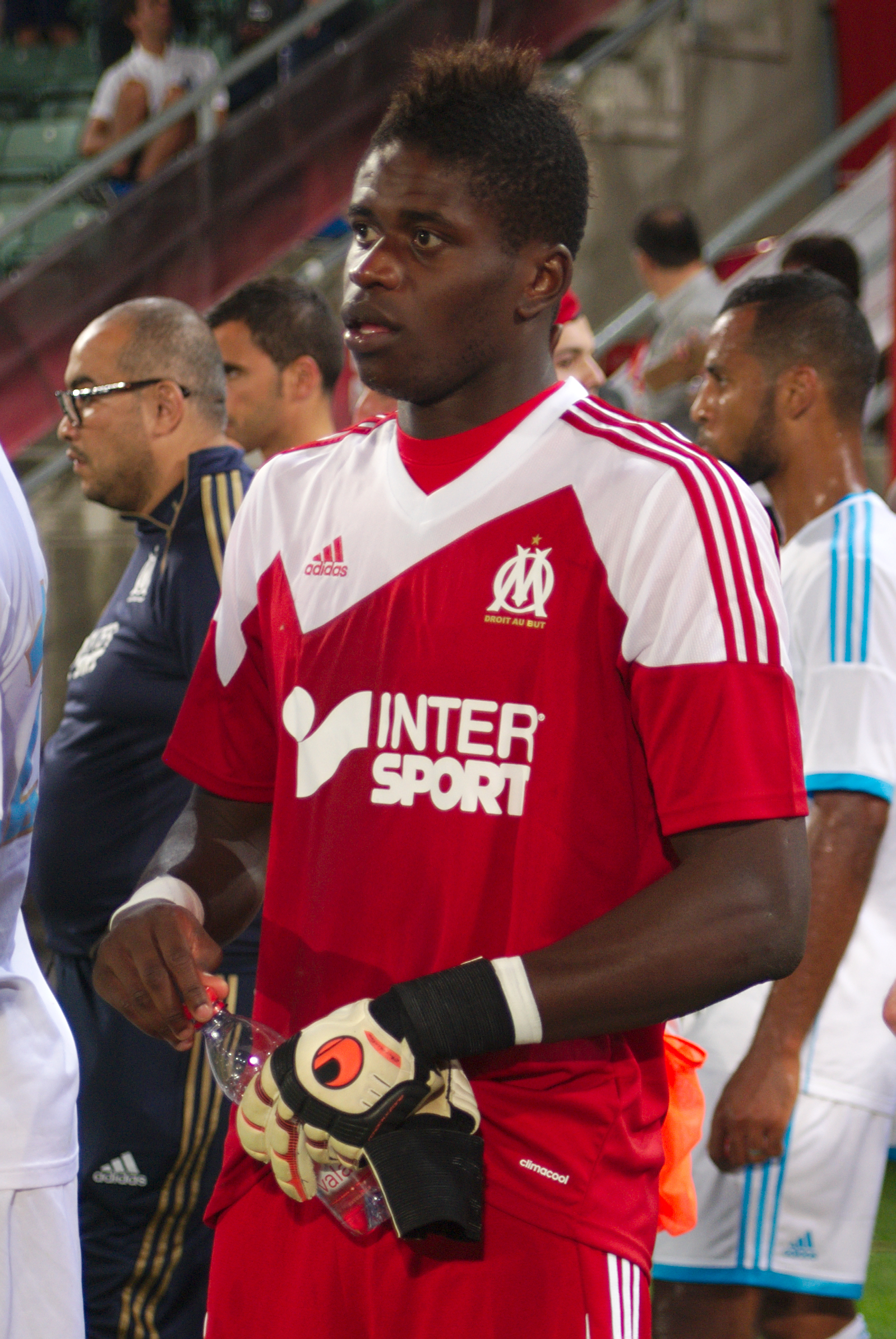
Maillot Adidas de l'OM avec le sponsor Intersport lors de la saison 2013-2014.

L'Olympique de Marseille a deux partenaires principaux, l'équipementier sportif Adidas et le distributeur d'articles de sport Intersport.
Adidas fournit les tenues et il est lié à l'OM jusqu'en 2017-2018, moyennant dix millions d'euros par saison. Présents depuis la saison 1974-1975, Adidas et l'OM ont célébré 40 ans de partenariat la saison précédente. Pour autant, le club a aussi connu d'autres équipementiers avec Le coq sportif (1969-1974), Reebok (1994-1995) et Mizuno (1995-1996). Intersport et l'OM sont liés jusqu'en 2015-2016. Il s'agit du sponsor maillot principal, situé sur le torse. L'enseigne sportive est présente depuis la saison 2012-2013 et elle remplace l'ancien sponsor, BetClic, société de jeux d'argent sur Internet.
Le club provençal a six partenaires officiels : l'entreprise de télécommunication Orange, le groupe bancaire Caisse d'épargne, la compagnie aérienne Turkish Airlines, la société de jeux d'argent sur Internet Winamax, le constructeur automobile Citroën et la mutuelle santé Mutuelles du Soleil.
Orange est partenaire de l'OM depuis 2001 et l'entreprise commercialise le forfait téléphonique OM mobile depuis 2006. La Caisse d'épargne Provence-Alpes-Corse est lié à l'OM depuis l'an 2000 et elle commercialise depuis 2008 une carte bancaire co-brandée Caisse d’Epargne - Olympique de Marseille. Citroën est partenaire officiel depuis la saison 2011-2012. En plus d'Intersport, trois autres sponsors apparaissent sur la tenue olympienne. Depuis 2013-2014, Turkish Airlines est présent dans le dos du maillot et Mutuelles du Soleil sur la manche. Winamax est visible sur le short depuis le début de saison.
Suivants les compétitions, les sponsors de la saison 2015-2016 présents sur les tenues peuvent changer :
| Compétition       | Devant du maillot      | Derrière du maillot    | Manches                 | Short              |
| ----------------- | ---------------------- | ---------------------- | ----------------------- | ------------------ |
| Ligue 1           | Intersport             | Turkish Airlines       | Mutuelles du Soleil     | Winamax            |
| Coupe de France   | Crédit agricole ou PMU | Crédit agricole ou PMU | Carrefour et Volkswagen | EDF                |
| Coupe de la Ligue | Intersport et FDJ      | Point.P                | -                       | France Télévisions |
| Ligue Europa      | Intersport             | -                      | -                       | -                  |

## Affluence et télévision

### Affluence

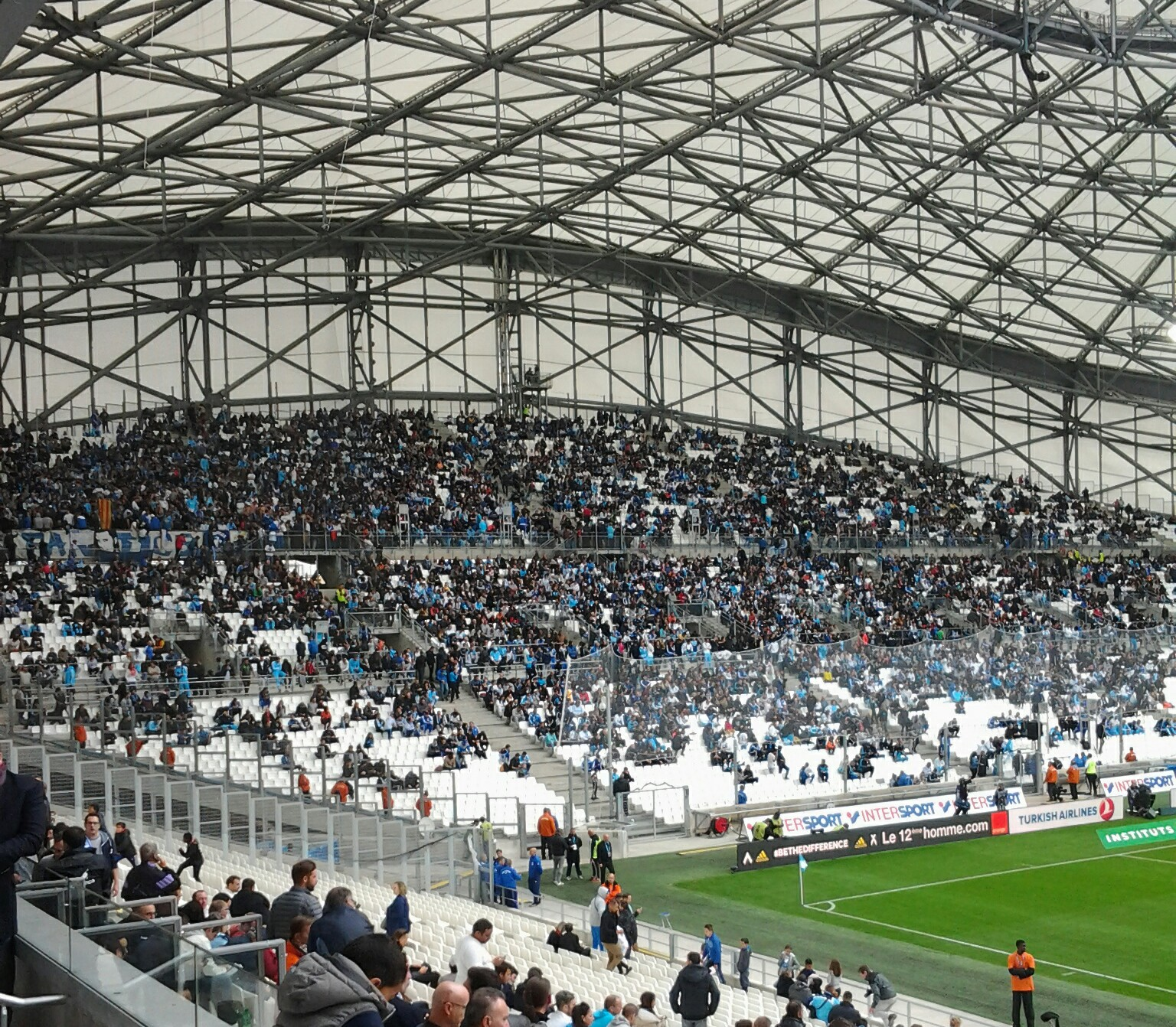
Supporters marseillais présents en virage Nord du stade Vélodrome le 18 octobre 2015 à l'occasion du match Marseille-Lorient.

Des cinq matchs amicaux de l'intersaison, seul celui contre la Juventus de Turin s'est tenu au stade Vélodrome. 64 020 spectateurs ont assisté à la rencontre, ce qui en fait à ce moment-ci la deuxième meilleure affluence de l'enceinte pour un match de l'OM. Le record a été établi à l'occasion d'OM-PSG en avril 2015 avec 65 148 spectateurs.
L'affluence moyenne du club à domicile en championnat est de 42 015 spectateurs, 798 276 personnes ayant assisté aux dix-neuf rencontres du club provençal au stade Vélodrome dont quatre matchs avec une ou plusieurs tribunes à huis clos. Il s'agit de la deuxième affluence moyenne, derrière le Paris Saint-Germain (46 160) et devant l'Olympique lyonnais (40 250). La meilleure affluence de la saison tout clubs confondus est réalisée lors de la réception du Paris SG avec 63 235 spectateurs.
Sur les huit matchs de coupe nationale disputés, Marseille en joue un seul à domicile, en coupe de France contre le Montpellier HSC où sont présents 37 078 supporters. En Ligue Europa, les affluences pour cette compétition oscillent entre 9 107 et 12 973 spectateurs lors de la phase de poule puis 29 727 personnes assistent au seizième de finale contre l'Athletic Bilbao.
Concernant les matchs à l'extérieur, l'Olympique de Marseille participe à la meilleure affluence en championnat dans trois enceintes adverses : stade Matmut-Atlantique de Bordeaux (39 672 spectateurs), stade Auguste-Delaune de Reims (20 952 spectateurs) et stade du Moustoir de Lorient (15 488 spectateurs). Toutes compétitions confondues, quatre clubs réalisent leur meilleure affluence de la saison 2015-2016 contre l'OM : Bordeaux, Bourg-en-Bresse Péronnas, Reims et Sochaux ; et trois autres clubs connaissent la meilleure affluence de leur histoire pour une rencontre à domicile : Granville, Lyon et Trélissac,.

### Retransmission télévisée
L'Olympique de Marseille et le groupe Canal+ ont un partenariat donc les cinq matchs amicaux du club provençal en juillet 2015 sont diffusés en direct. La rencontre contre l'Étoile sportive du Sahel est retransmise sur Foot+, les trois oppositions suivantes sur Canal+ Sport (Fenerbahçe, Antalyaspor et Livourne) puis Canal+ pour le Trophée Robert Louis-Dreyfus contre la Juventus de Turin. Le match contre la Juventus connaît un pic d'audience à 700 000 téléspectateurs, ce qui est « un excellent score pour un match de préparation au cœur de l'été ».
En championnat de France, les matchs PSG-OM de la neuvième journée et OM-PSG de la vingt-cinquième journée, retransmis par Canal+, sont tous deux suivis par 2 100 000 téléspectateurs,.
En Coupe de France, le trente-deuxième de finale entre le Stade Malherbe de Caen et l'OM est retransmis par Eurosport 2, chaîne de télévision thématique consacrée au sport. 250 000 personnes en moyenne visionnent le match, constituant ainsi le record absolu d'audience de la chaîne depuis sa création en avril 2005. Cette performance est battue une première fois lors du quart de finale contre l'US Granville avec 355 000 téléspectateurs, une seconde fois au moment de la demi-finale face au FC Sochaux, vue par 500 000 personnes, et probablement une troisième fois à l'occasion de la finale OM-PSG même si les chiffres d'audience ne sont pas rendus publiques. France Télévisions, également diffuseur de la compétition, retransmet le seizième de finale OM-Montpellier sur France 3 (2 051 000 téléspectateurs) et la finale Olympique de Marseille-Paris Saint-Germain sur France 2 (5 231 000 téléspectateurs).
En Coupe d'Europe, deux matchs de l'Olympique de Marseille sont diffusés par W9, chaîne de télévision généraliste. OM-Slovan Liberec connait une audience de 732 000 téléspectateurs et OM-Bilbao réunit 1 559 000 personnes.

## Autres équipes

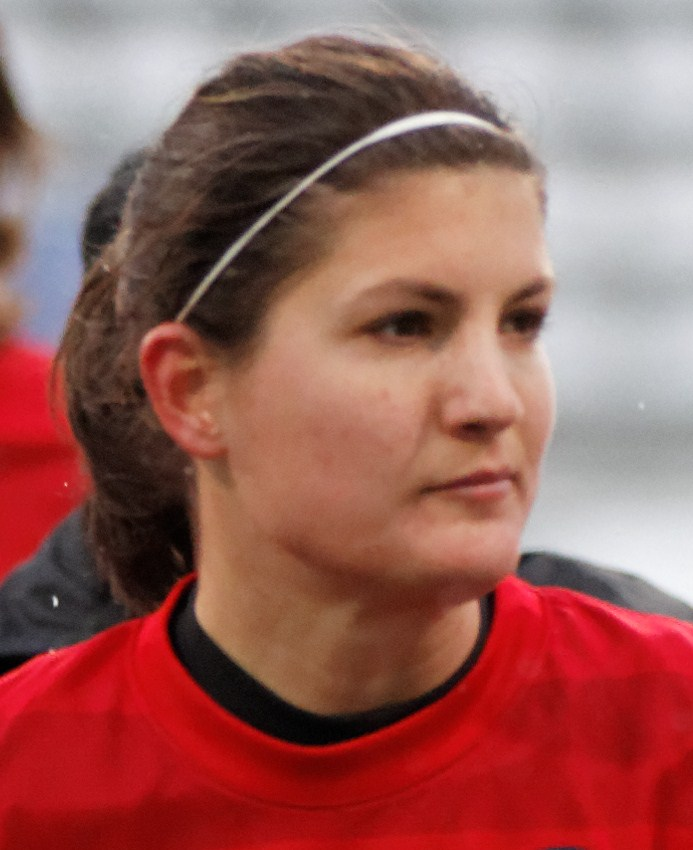
Caroline Pizzala, internationale française, évolue dans l'équipe première féminine.

Si l'équipe première masculine est la plus notoire, l'Olympique de Marseille aligne vingt-six autres équipes dans les différentes catégories d'âge et de sexe lors de cette saison 2015-2016. L'équipe réserve, les moins de 19 ans et les moins de 17 ans, chez les hommes, ainsi que l'équipe une et les moins de 19 ans, chez les femmes, disputent des compétitions nationales tandis que d'autres formations sont engagées au niveau régional, en ligue de la Méditerranée, et au niveau départemental, en district de Provence. Le stade Vélodrome n'est pas la seule infrastructure utilisée puisque par exemple, l'équipe réserve évolue au stade Marcel-Cerdan à Carnoux-en-Provence et l'équipe première féminine joue au stade Roger-Lebert à Marseille.

### Équipe réserve
La saison précédente, l'équipe B de l'Olympique de Marseille, appelée équipe réserve, est championne du groupe G de CFA 2, le Championnat de France amateur 2 et cinquième niveau de la hiérarchie du football en France. Cette place lui assure une promotion en Championnat de France amateur (CFA), quatrième division et plus haute division où peut évoluer une équipe réserve. Cette accession était un objectif fixé par la direction du club et l'équipe retrouve un championnat où elle n'était plus présente depuis la saison 2004-2005,.
La réserve est engagée dans le groupe C du championnat de France amateur 2015-2016 et elle est entraînée par Thomas Fernandez, directeur du centre de formation. Jacques Abardonado, ancien joueur olympien, est l'entraîneur adjoint. Lors de la prise de fonction de l'équipe première par Franck Passi en avril 2016, il choisit Thomas Fernandez comme adjoint et Jacques Abardonado devient entraîneur principal de la réserve pour la fin de saison. L'équipe termine neuvième sur seize avec un résultat de sept victoires, treize matchs nul et huit défaites. Les vingt-huit rencontres disputées au lieu des trente s'expliquent par le forfait général du club de l'AC Arles-Avignon, ainsi chacune des autres équipes n'a pas joué contre eux.
Parmi les joueurs, Florian Escales est sélectionné en équipe de France U20 et Bilal Boutobba est sélectionné en équipe de France U18.

### Équipes U19 et U17
Les moins de 19 ans se trouvent dans le groupe D du championnat de France U19 et ils sont dirigés par Stéphane Nado. Avec un bilan de quinze victoires, six matchs nul et cinq défaites, ils se classent troisièmes sur quatorze. L'équipe est également engagée en Coupe Gambardella, « la Coupe de France des jeunes » que l'OM a gagné une fois en 1978-1979, et elle est éliminée par les U19 de l'AC Ajaccio en trente-deuxièmes de finale.
L'équipe U17 joue dans le groupe D du championnat de France de sa catégorie. L'équipe entraînée par Raphaël Guerreiro termine la saison à la troisième place sur quatorze avec un résultat de seize victoires, trois matchs nul et sept défaites,.

### Équipe féminine
La section féminine de l'Olympique de Marseille, ayant existé de 1925 à 1932 puis de 1975 à 1986, est à nouveau créée lors de la saison 2011-2012. L'équipe première débute en championnat du district de Provence, la cinquième division du football féminin, et elle connait trois promotions consécutives, accédant à la deuxième division lors de l'édition 2014-2015.
Évoluant dans le groupe C de la Division 2, les Olympiennes terminent premières de leur poule avec vingt victoires, deux matchs nuls et aucune défaite en vingt-deux rencontres. Cette performance leur permet d'être promues en championnat de France 2016-2017, compétition déjà disputée auparavant par les féminines de l'édition 1975-1976 à l'édition 1982-1983. Les joueuses sont sacrées championnes de Division 2 puisqu'elles comptabilisent le plus de points parmi les trois leaders de groupe (FC Metz-Algrange dans la poule A, Girondines de Bordeaux dans la poule B et l'OM dans la poule C). Engagées également en Coupe de France, les Phocéennes sont éliminées en trente-deuxièmes de finale par le FF Nîmes, club de Division 1,.
Entraînée par Christophe Parra, l'équipe compte des joueuses qui ont été sélectionnées en équipe nationale au cours de la saison : Hadia Ben Abdelghani et Islem Ben Chaabane en équipe de Tunisie, Cindy Caputo et Tess Laplacette en équipe de France des moins de 17 ans ainsi que Mickaella Cardia et Maëlle Lakrar en équipe de France des moins de 16 ans.